# مخطوطات البحر الميت
مخطوطات البحر الميت أو مخطوطات خربة قمران هي مجموعة من المخطوطات اليهودية القديمة من زمن الهيكل الثاني. اكتشفت في الفترة الممتدة من سنة 1946م إلى سنة 1956م في كهوف قمران بالقرب من عين فشخة في الضفة الغربية على الشاطئ الشمالي للبحر الميت. ترجع المخطوطات إلى الفترة من القرن الثالث قبل الميلاد إلى القرن الأول الميلادي، تعتبر مخطوطات البحر الميت حجر الأساس في تاريخ علم الآثار نظرًا لأهميتها التاريخية والدينية واللغوية كبيرة لاحتوائها على أقدم المخطوطات الباقية لكتب كاملة ضُمّنت لاحقًا في الكتاب المقدس القانوني، بالإضافة إلى أسفار مقدسة أخرى والأسفار القانونية الثانية التي تُدلّل على التنوع الفكري الديني في أواخر فترة يهودية الهيكل الثاني. وفي الوقت نفسه، ألقوا ضوءًا جديدًا على ظهور المسيحية واليهودية الحاخامية. تقريبًا، جميع اللفائف وأجزاء اللفائف البالغ عددها 15,000 قطعة محفوظة في مزار الكتاب في متحف إسرائيل، الواقع في مدينة القدس. يُعد اقتناء الحكومة الإسرائيلية لمخطوطات البحر الميت أمرًا مُتنازع عليه من قبل الأردن والسلطة الوطنية الفلسطينية لأسباب إقليمية وقانونية وإنسانية، حيث اكتُشف أغلبها في فترة الإدارة الأردنية للضفة الغربية، واستحوذت إسرائيل عليها بعد خسارة الأردن حرب 1967. تدّعي إسرائيل أحقيتها في المخطوطات على أسُس تاريخية ودينية، نظرا لأهميتها في التاريخ والتراث اليهودي.
اكتشفت عدة آلاف من الأُقصوصات المكتوبة في منطقة البحر الميت، وهي تمثل بقايا مخطوطات كبيرة تضررت لأسباب طبيعية أو من خلال التدخل البشري، حيث تحتوي الغالبية العظمى منها على قصاصات صغيرة فقط من النص. ومع ذلك، فقد نجا عدد صغير من المخطوطات المحفوظة جيدًا وشبه السليمة - أقل من اثني عشر مخطوط من بين تلك التي وجدت في كهوف قمران. جمع الباحثون مجموعة من 981 مخطوطة مختلفة (تم اكتشافها في سنة 1946/1947م وفي سنة 1956م) من أحد عشر كهفًا تقع بالقرب تمامًا من موقع مستوطنة يهودية هلنستية كانت تقع محل خربة قمران في برية الخليل، في الضفة الغربية. تقع تلك الكهوف على بعد حوالي 1.5 كيلومتر (1 ميل) غرب الشاطئ الشمالي الغربي للبحر الميت، لذا نُسبت إليه. ربط علماء آثار بشدّة تلك المخطوطات بجماعة دينية يهودية قديمة عُرفوا بالأسينيين، على الرغم من أن بعض التفسيرات الحديثة طعنت في هذا الارتباط زاعمين بأن الكهنة في القدس أو بني صادوق أو مجموعات يهودية أخرى غير معروفة هم من كتبوا المخطوطات.
معظم هذه المخطوطات مكتوبة باللغة العبرية، وبعضها مكتوب باللغة الآرامية (على سبيل المثال، نص ابن الله؛ بلهجات إقليمية مختلفة، بما في ذلك اللهجة النبطية) وبعضها باللغة اليونانية. أضافت الاكتشافات في برية الخليل وجود نصوص باللاتينية (في جبل مسعدة) وبالعربية (في خربة المرد). معظم النصوص مكتوبة على الرقوق، وبعضها على ورق البردي، وواحدة كُتبت على رقاقة من النحاس. على الرغم من أن الإجماع العلمي بإرجاع تاريخ مخطوطات البحر الميت إلى الفترة بين القرن الثالث قبل الميلاد والقرن الأول الميلادي، إلا أن هناك مخطوطات من مواقع برية الخليل يعود تاريخها إلى أوائل القرن الثامن قبل الميلاد وحتى أواخر القرن الحادي عشر الميلادي. ترجع العملات البرونزية التي عُثر عليها في نفس المواقع إلى فترات ممتدة من عصر يوحنا هيركانوس أحد حكام مملكة الحشمونيين (135-104 ق.م.) إلى فترة الثورة اليهودية الكبرى (66-73 م)، ويؤكد ذلك فحوصات علم الكتابات القديمة والتأريخ بالكربون المشع للمخطوطات.
نظرًا للحالة المهترئة لبعض المخطوطات، لم يتمكن العلماء من التعرف على جميع نصوصها. تنقسم النصوص التي عٌرفت إلى ثلاث مجموعات عامة:
1. حوالي 40% منها عبارة عن نسخ من نصوص الكتاب المقدس العبري.
2. ما يقرب من 30٪ أخرى من النصوص من فترة الهيكل الثاني والتي لم تُعتبر نصوصًا قانونية في الكتاب المقدس العبري، مثل سفر أخنوخ، وسفر اليوبيلات، وسفر طوبيا، وسفر يشوع بن سيراخ، والمزامير 152-155، وغيرها.
3. الباقي (حوالي 30%) عبارة عن مخطوطات لوثائق لم تكن معروفة من قبل تُسلّط الضوء على قواعد ومعتقدات طائفة أو مجموعات معينة داخل المجتمع اليهودي، مثل قانون المجتمع ومخطوطة الحرب والتعليق على سفر حبقوق، وقاعدة البركة.[14]

## الاكتشاف

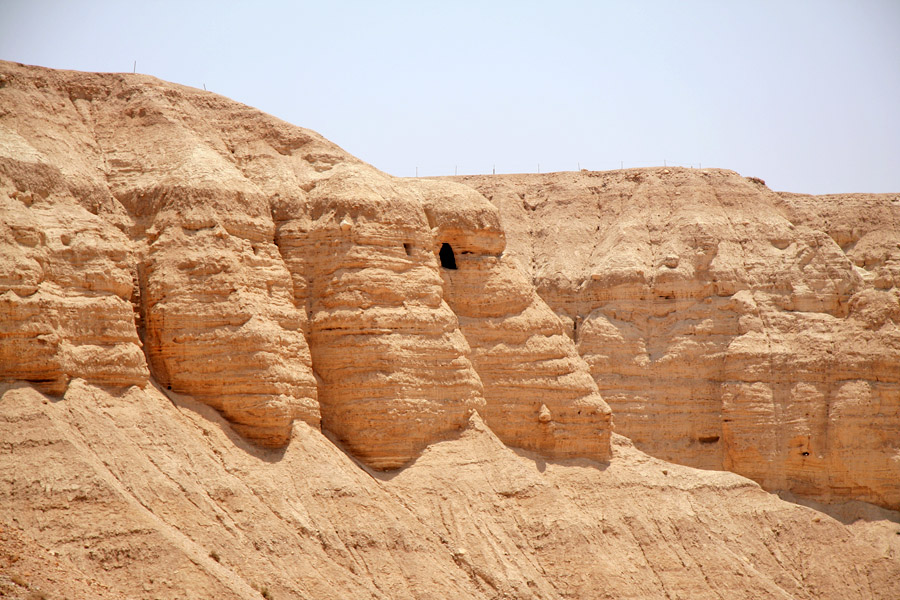
كهوف خربة قمران

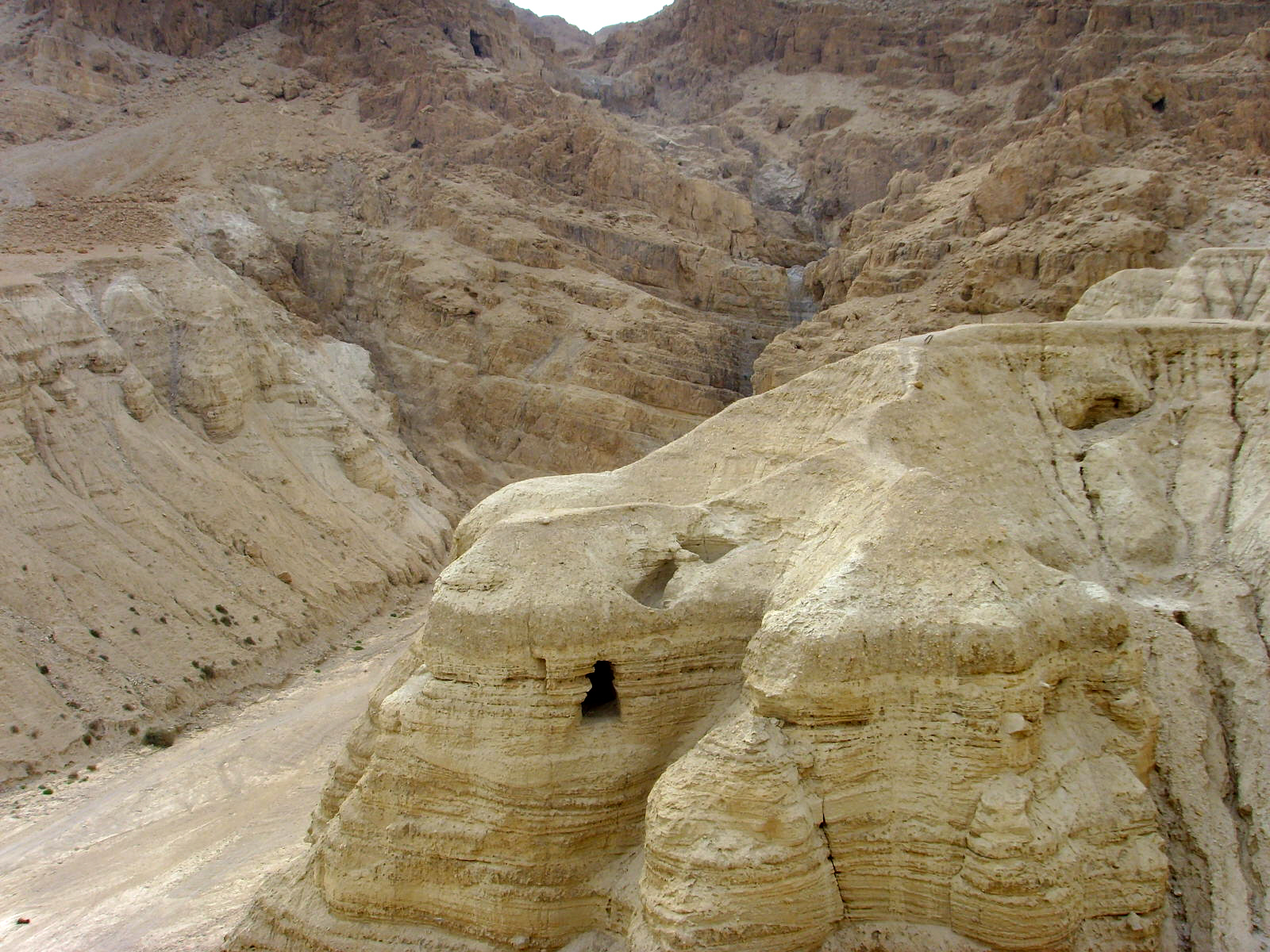
الكهف الرابع الذي وجد فيه 90% من المخطوطات

اكتشفت مخطوطات البحر الميت في سلسلة من 12 كهفًا حول الموقع المعروف باسم عين فشخة بالقرب من البحر الميت في الضفة الغربية (وقتما كانت تحت سيطرة الأردن) بين سنتي 1946م و1956م من قبل رعاة بدو وفريق من علماء الآثار. حُفظت تلك المخطوطات المهترأة وفق طقس حفظ المخطوطات المقدسة في أوعية خزفية مدفونة في الأرض أو داخل الكهوف بحسب العادات اليهودية القديمة للجنيزة.

### الاكتشاف الأول (1946–1947)
اكتشفت المخطوطات للمرة الأولي على يد الراعي البدوي محمد الديب وابني عمه جمعة محمد وخليل موسى في الفترة ما بين نوفمبر 1946م وفبراير 1947م. اكتشف الرعاة سبعة مخطوطات موضوعة في جرار في كهف بالقرب مما يعرف الآن بموقع قمران. أعاد جون سي. تريفر بناء قصة المخطوطات من عدة مقابلات مع البدو. وجد ابن عم الديب الكهوف، لكن كان محمد الديب نفسه أول من دخل أحد تلك الكهوف (الذي يسمى الآن «الكهف 1»). عاد الديب بحفنة من المخطوطات التي حدّدها تريفر بأنها مخطوطة إشعياء والتعليق على سفر حبقوق وقانون المجتمع، وذهب بها إلى مضارب قومه ليُريها لأسرته. لم تتعرض أي من تلك المخطوطات للتلف هذه المرة. احتفظت هذه الجماعة من البدو بالمخطوطات معلقة على عمود الخيمة، وظلّوا يتفكرون ماذا يفعلوا بها، وكانوا من وقت لآخر يعرضوها على بعض أفراد قومهم. في تلك المرحلة، تعرضت مخطوطة قانون المجتمع للانقسام إلى شقين. عرض البدو المخطوطات أولاً على تاجر يُدعى إبراهيم إجها في بيت لحم، لكنه أعادها إليهم قائلاً إنها لا قيمة لها، بعدما حذّره البعض من احتمال سرقة البدو لها من الكنيس. مما دعا البدو إلى التوجه إلى السوق القريبة، حيث عرضوها على مسيحي سوري الذي قام بشرائها. انضم أحد الشيوخ إلى حديثهم واقترح عليهم أن يأخذوا المخطوطات إلى خليل إسكندر شاهين "كندو"، وهو إسكافي يتاجر في التحف من وقت لآخر. انطلق البدو والتجار إلى الموقع، وتركوا مخطوطة واحدة مع كندو، وباعوا ثلاث مخطوطات أخرى إلى تاجر مقابل سبعة جنيهات فلسطينية (حوالي 28 دولار أو 325 دولار في 2020). ظلت تلك المخطوطات الأصلية تنتقل بالبيع من يد تاجر إلى آخر.
في سنة 1947م، لفتت سبع مخطوطات أصلية انتباه جون سي. تريفر الذي يعمل في المدارس الأمريكية للدراسات الشرقية (ASOR)، الذي قارن النص الموجود في المخطوطات مع بردية ناش أقدم المخطوطة الكتابية المعروفة وقتئذ، ووجد أوجه تشابه بينهم. وفي مارس 1948، أدت حرب 1948 إلى نقل بعض المخطوطات إلى بيروت بلبنان للحفاظ عليها. في 11 أبريل 1948، أعلن ميلر بوروس رئيس المدارس الأمريكية للدراسات الشرقية عن اكتشاف المخطوطات في بيان عام صحفي.

### استكشاف كهوف قمران (1948–1949)
في أوائل سبتمبر 1948م، أحضر المطران مار صموئيل بعض قصاصات من المخطوطات الإضافية التي حصل عليها إلى عوفيد ر. سيلرز المدير للمدارس الأمريكية للدراسات الشرقية. بحلول نهاية سنة 1948م، أي بعد عامين تقريبًا من اكتشاف المخطوطات، لم يكن العلماء قد حددوا بعد موقع الكهف الأصلي الذي عُثر فيه على تلك الأجزاء. ومع الاضطرابات التي شهدتها البلاد في ذلك الوقت، لم يكن من الممكن إجراء بحث واسع النطاق بأمان. وحاول سيلرز إقناع السوريين بالمساعدة في البحث عن الكهف، لكنه لم يتمكن من دفع الثمن المطلوب. في أوائل سنة 1949م، منحت الحكومة الأردنية الإذن للفيلق العربي بفحص المنطقة التي يُعتقد أن كهف قمران الأصلي موجود فيها. ونتيجة لذلك، أُعيد اكتشاف الكهف رقم 1 في 28 يناير 1949 على يد النقيب البلجيكي فيليب ليبنز من فريق مراقبة الهدنة التابع للأمم المتحدة والنقيب في الفيلق العربي عكاش الزبن.

### إعادة اكتشاف كهوف قمران واكتشاف مخطوطات جديدة (1949–1951)

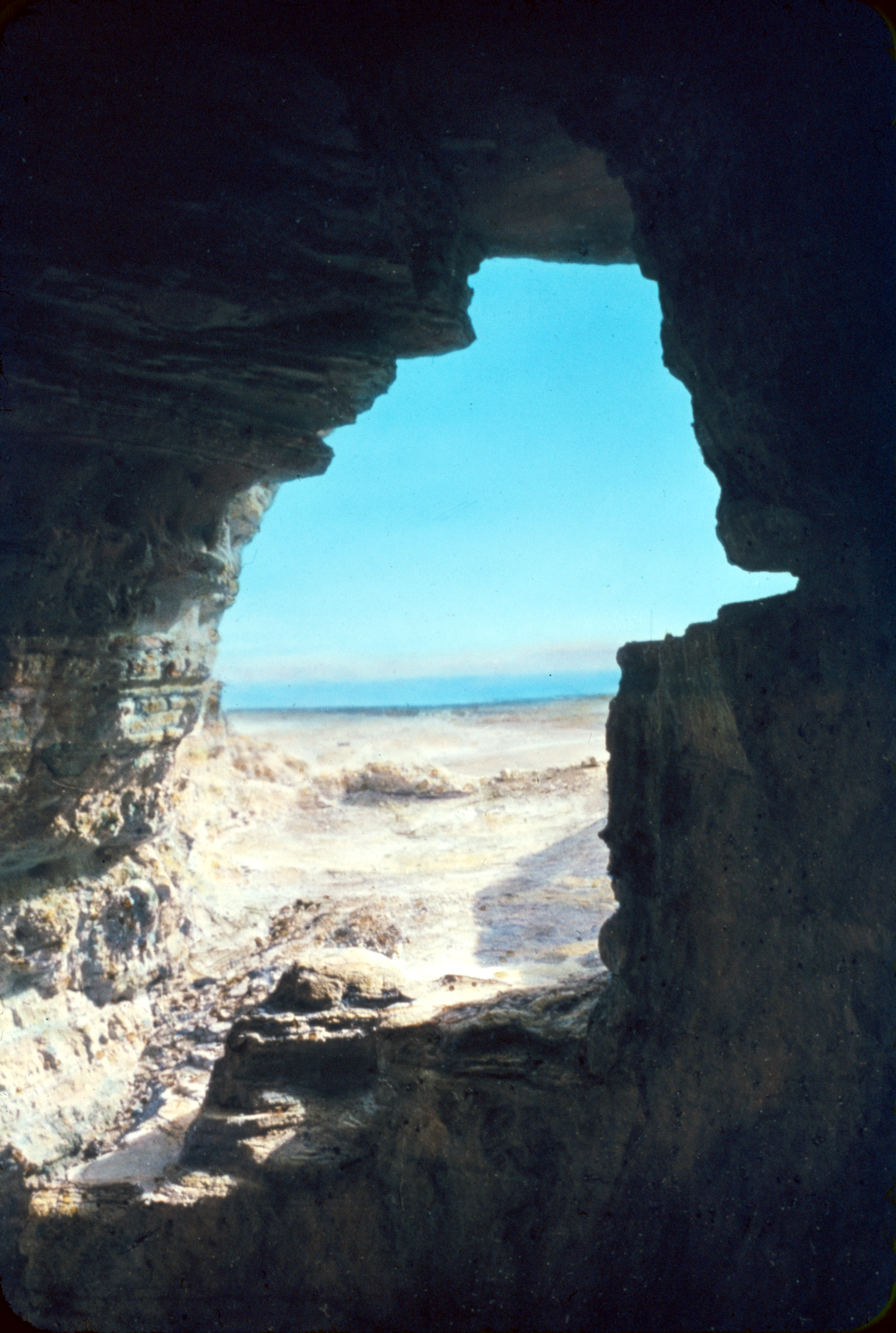
منظر للبحر الميت من داخل أحد الكهوف التي اكتشفت فيها مخطوطات في قمران.

بعد إعادة اكتشاف الكهف رقم 1 في قمران، توسّعت عملية الاستكشاف الأوّلي في الموقع في الفترة بين 15 فبراير - 5 مارس 1949م على يد دائرة الآثار الأردنية بقيادة جيرالد لانكستر هاردينج ورولاند دي فو.:9 نتج عن ذلك، اكتشاف أجزاء إضافية من مخطوطات البحر الميت في الكهف 1، بالإضافة إلى قماش من الكتان، وجرار، وغيرها من المصنوعات اليدوية.

### الحفريات في قمران واكتشاف كهوف جديدة (1951–1956, 2017, 2021)
في نوفمبر 1951م، بدأ رولاند دي فو وفريقه عملية تنقيب كاملة في قمران. وبحلول فبراير 1952م، اكتشف البدو 30 قطعة في ما عُرف لاحقًا باسم الكهف 2. أسفر استكشاف الكهف الثاني في النهاية عن العثور على 300 قطعة تنتمي إلى 33 مخطوطة، من بينها أجزاء لسفر اليوبيلات وسفر يشوع بن سيراخ مكتوبة بالعبرية. في الشهر التالي في 14 مارس 1952م، اكتشف الفريق كهفًا ثالثًا يحتوي على أجزاء من سفر اليوبيلات ومخطوطة نحاسية. وبين سبتمبر وديسمبر 1952ن، اكتشفت أجزاء ومخطوطات في الكهوف 4 و5 و6 على يد نفس الفريق.
مع ارتفاع القيمة النقدية للمخطوطات بعد ظهور أهميتها التاريخية، قام البدو وعلماء الآثار بتسريع بحثهم عن المخطوطات على نحو منفصل في نفس المنطقة العامة في قمران، والتي امتدت على طول أكثر من كيلومتر واحد. بين سنتيي 1953م و1956م، قاد دي فو أربع بعثات أثرية أخرى في المنطقة للكشف عن المخطوطات والآثار. اكتشف الكهف 11 في سنة 1956م، وفيه كانت آخر الأجزاء التي عُثر عليها في محيط قمران. تتقارب الكهوف 4-10 في منطقة متقاربة نسبيًا في خربة قمران 150 م (160 يارد)، بينما تقع الكهوف 1-3 و11 على بعد ميل واحد شمالًا، أكثرها بُعدًا هو الكهف 3.
وفي فبراير 2017م، أعلن علماء الآثار في الجامعة العبرية عن اكتشاف الكهف الثاني عشر الجديد. عُثر على رق فارغ في جرة، وبعض جرار ومعاول مكسورة وفارغة، مما يدعوا للظن أن الكهف نُهب في الخمسينيات.
في مارس 2021م، أعلن علماء آثار إسرائيليون عن اكتشاف عشرات القطع التي تحمل نصًا كتابيًا مكتوبًا باللغة اليونانية من سفري زكريا وناحوم. يُعتقد أن هذه المجموعة خُبّأت في كهف بين سنتي 132-136م خلال ثورة بار كوخبا. ومع ذلك، اكتشفت سلة عمرها 10,500 سنة مصنوعة من القصب المنسوج في كهوف وادي مربعات في محمية ناحال دارجا. من بين الاكتشافات الأخرى، بقايا طفل ملفوف بقطعة قماش يعود تاريخها إلى حوالي 6,000 سنة، ومخبأ للعملات المعدنية من أيام ثورة بار كوخبا. وفي سنة 2021م، اكتشفت السلطات الإسرائيلية المزيد من المخطوطات في كهف آخر بالقرب من البحر الميت سُميّ بكهف الرعب.

## الكهوف والمخطوطات المكتشفة فيها

مخطوطة إشعياء (1QIsa^{a}) التي يحتوي معظمها على سفر إشعياء.

مبدئيًا، تواجدت الـ 972 مخطوطة المكتشفة في خربة قمران في هيئتين منفصلتين: على شكل لفائف أو قصاصات من بقايا النصوص والمخطوطات. وقد باغ الاهتراء لبعض المخطوطات إلى حد تمزّق بعضها إلى 15,000 قصاصة كما في الكهف الرابع، مما سبّب مشكلة إلى حد ما للباحثين. بدأ جي. إل. هاردينج مدير دائرة الآثار الأردنية العمل على تجميع القصاصات معًا، لكنه لم ينته من هذا حتى وفاته سنة 1979م.
الكهف 1
اكتشف الكهف 1 للمرة الأولى سنة 1946م على يد الراعي البدوي محمد الديب وابني عمه جمعة محمد وخليل موسى في الفترة بين نوفمبر 1946م وفبراير 1947م. حينئذ، اكتشف الرعاة سبع مخطوطات موضوعة في جرار في الكهف بالقرب مما يعرف الآن بخربة قمران، وأعادوها إلى مضاربهم لعرضها على عائلتهم. حتى تلك اللحظة، لم تتعرض أي من المخطوطات للتلف. كانت المخطوطات السبع التي اكتشفت في هذا الكهف هي مخطوطة إشعياء (1QIsaa)، ونسخة أخرى من سفر إشعياء (1QIsab)، ومخطوط قانون المجتمع (1QS)، ومخطوط التعليق على سفر حبقوق (1QpHab)، ومخطوط الحرب (1QM)، وتراتيل عيد الشكر (1QH)، وأبوكريفون التكوين (1QapGen). حُفظت إحدى الجرار الفخارية التي احتوت على مخطوطات الكهف 1 إلى الآن في المتحف البريطاني.
الكهف 2
اكتشف الكهف 2 في فبراير 1952م، وسرعان ما وجد البدو فيه 30 قصاصة. وبالنهاية، بلغت المكتشفات في الكهف 300 قصاصة تنتمي إلى 33 مخطوطة من مخطوطات البحر الميت، من بينها أجزاء من سفر اليوبيلات وسفر يشوع بن سيراخ مكتوبة بالعبرية.
الكهف 3
اكتشف الكهف 3 في 14 مارس 1952م على يد فريق المدارس الأمريكية للدراسات الشرقية. احتوى الكهف على أجزاء من سفر اليوبيلات، ومخطوطة نحاسية.:10–11
الكهف 4a و 4b

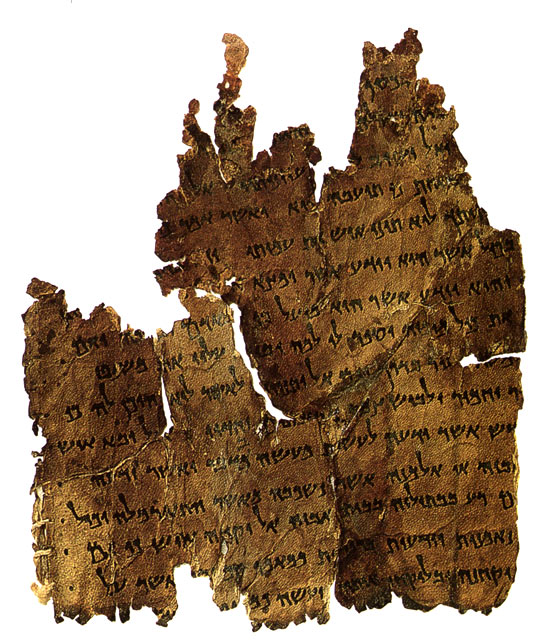
مخطوطة وثيقة دمشق، 4Q271D^{f} وجدت في الكهف 4.

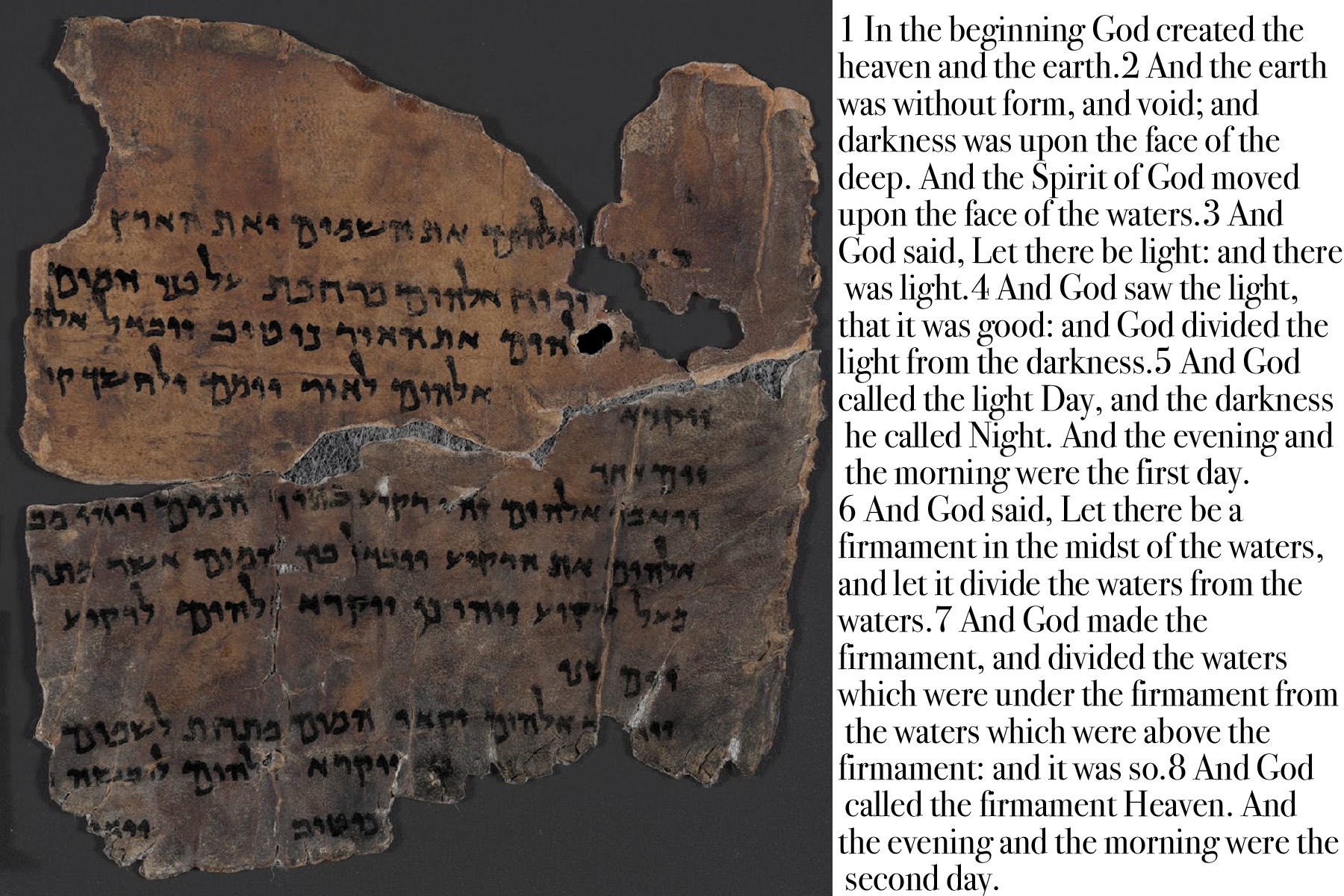
القصاصة 4Q7، قطعة من سفر التكوين، وجدت في الكهف 4.

اكتشف الكهف 4 في أغسطس 1952م، بدأت الحفائر فيه في الفترة بين 22-29 سبتمبر 1952م بواسطة جيرالد لانكستر هاردينغ، ورولاند دي فو، وجوزيف ميليك.:10–11 كان الكهف 4 ذو مخرجين (4a و 4b)، ولكن نظرًا لاختلاط القصاصات المكتشفة، فقد صُنّفت بالرمز 4Q. يعد الكهف 4 أشهر كهوف قمران بسبب إمكانية رؤيته من هضبة قمران وكثرة ما وُجد فيه حيث بلغت المخطوطات التي وجدت فيه نحو 90% من مخطوطات البحر الميت، بالإضافة إلى حوالي 15,000 قصاصة من 500 نص مختلف، من بينها 9-10 نسخ من سفر اليوبيلات، إلى جانب 21 تيفيلين و7 مزوزاه.
الكهف 5
اكتشف الكهف 5 مع الكهف 6 سنة 1952م، بعد فترة وجيزة من اكتشاف الكهف 4. وُجد في الكهف 5 نحو 25 مخطوطة.
الكهف 6
اكتشف الكهف 6 مع الكهف 5 سنة 1952م، بعد فترة وجيزة من اكتشاف الكهف 4. احتوى الكهف 6 على قصاصات من حوالي 31 مخطوطة.
الكهف 7

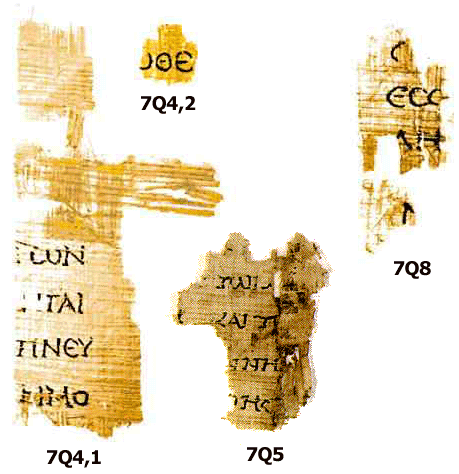
القصاصة 7Q4 و7Q5 و7Q8 المكتشفة في الكهف 7، المكتوبة على بردية

احتوى الكهف 7 على أقل من 20 قصاصة مكتوبة باليونانية، من بينها 7Q2 ("رسالة ارميا" = سفر باروخ 6)، و7Q5 (التي أثارت العديد من التكهنات في العقود اللاحقة)، ونسخة يونانية من سفر أخنوخ. احتوى الكهف 7 أيضًا على العديد من الفخاريات والجرار المنقوشة.:104, 109
الكهف 8
حُفر الكهف 8 في الطرف الجنوبي من هضبة قمران على يد علماء الآثار سنة 1957م. واحتوى الكهف على خمس قصاصات: سفر التكوين (8QGen)، وسفر المزامير (8QPs)، وقطعة تيفيلين (8QPhyl)، وقطعة مزوزاه (8QMez)، وترنيمة (8QHymn). كما احتوى الكهف أيضًا على العديد من علب التيفيلين، وصندوقًا من الأشياء الجلدية، والكثير من المصابيح، والجرار، ونعل حذاء جلدي.
الكهف 9
حُفر الكهف 9 أيضًا في الطرف الجنوبي من هضبة قمران على يد علماء الآثار سنة 1957م، لكنه لم يحتوي سوى على قصاصة واحدة من إحدى المخطوطات.
الكهف 10
عثر علماء الآثار في الكهف 10 على شقفة مرسومة عليها كتابة برموز مجهولة على لوح حجري رمادي اللون.
الكهف 11

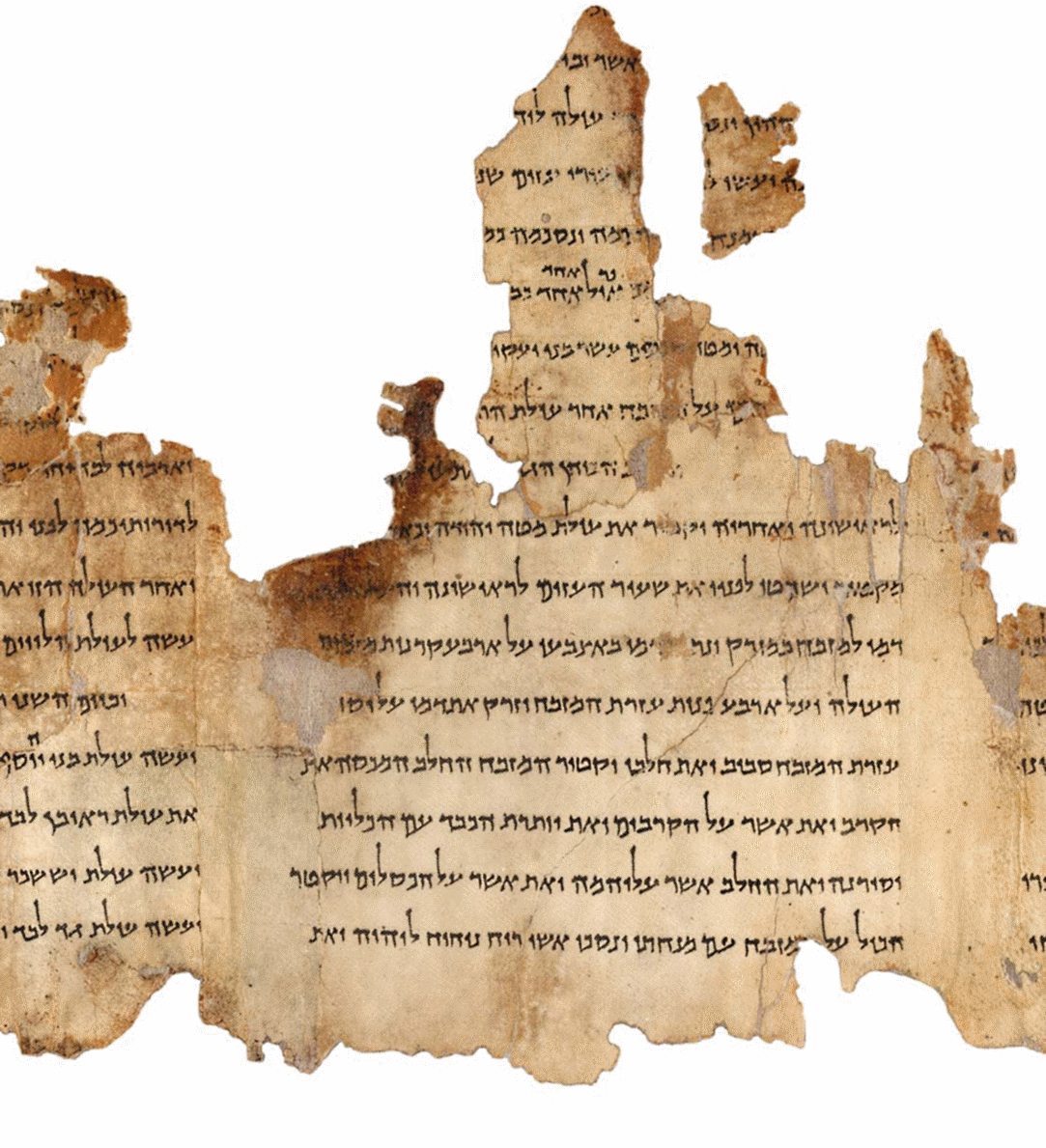
منظر لجزء من مخطوط الهيكل التي وجدت في الكهف 11.

اكتشف الكهف 11 سنة 1956م، وعُثر فيه على 21 نصًا من نصوص مخطوطات البحر الميت، بعضها طويل جدًا، كان من بينها مخطوط الهيكل الذي سُمي بهذا الاسم لأن أكثر من نصفه يتعلق ببناء معبد القدس، وهي أطول مخطوطات البحر الميت على الإطلاق. يبلغ طول هذا المخطوط الآن 8.15 مترًا، ويُعتقد أن طوله الأصلي أكثر من 8.75 مترًا. يعتقد الباحث يغائيل يادين أن مخطوط الهيكل هي "التوراة بحسب معتقد الأسينيين". من ناحية أخرى، يعتقد هارتموت ستيجمان أحد معاصري يادين وصديقه، أنه لا ينبغي اعتبار المخطوطة على هذا النحو، ولكنها كانت وثيقة ليس ذات أهمية استثنائية، حيث لاحظ ستيجمان أنه لم يتم ذكره أو الاستشهاد به في أي من كتابات الأسينيين المعروفة.
عٌثر أيضًا في الكهف 11 على جزء أخروي حول الشخصية التوراتية ملكي صادق (11Q13)، كما وجدت فيه نسخة من سفر اليوبيلات، ونص ماسوتيري أولي من مخطوطة التوراة (جزء باق فقط من سفر اللاويين) المعروفة باسم مخطوطة اللاويين العبرية القديمة.
وفقًا لرئيس التحرير السابق لفريق تحرير DSS جون ستروجنيل، هناك ما لا يقل عن أربع مخطوطات من مخطوطات الكهف 11 يمتلكها أفراد، ولم يتاح للعلماء دراستها بعد من بينها مخطوطة آرامية كاملة لسفر أخنوخ.
الكهف 12
اكتشف الكهف 12 في فبراير 2017 على المنحدرات غرب قمران، بالقرب من الشاطئ الشمالي الغربي للبحر الميت. عثر الأثريون على معاول وجرار فارغة مكسورة، مما يشير إلى أن الكهف اكتُشف ونُهب في خمسينيات القرن الماضي. صرّح أورين جوتفيلد، أحد الباحثين الرئيسيين في المشروع المشترك بين الجامعة العبرية في القدس وجامعة ليبرتي في فيرجينيا، أنه «على الرغم من أنه في نهاية اليوم لم يتم العثور على أي مخطوطة، وبدلاً من ذلك وجدنا فقط قطعة من الرق ملفوفة في جرة كانت مجهّزة للكتابة، إلا أن النتائج تشير بما لا يدع مجالاً للشك إلى أن الكهف احتوي على مخطوطات سُرقت.»
قصاصات مجهولة المصدر
بعض قصاصات المخطوطات غير محددة في أيّ من كهوف قمران عُثر عليها. هناك اعتقاد أن تلك القصاصات عُثر عليها في كهوف قمران، ولكن من المحتمل أيضًا أنها جاءت من مواقع أثرية أخرى في منطقة برية الخليل. لذا، صُنّفت هذه الأجزاء بالرموز "X" مؤقتًا.
| رقم القصاصة | اسم القصاصة         | في الكتاب المقدس                      | الوسف                                    |
| ----------- | ------------------- | ------------------------------------- | ---------------------------------------- |
| XQ1-3       | "تيفيلين من قمران"  | سفر التثنية 5:1 – 6:3؛ 10:12 – 11:12. | نُشرت للمرة الأولى سنة 1969م، تمائم عبرية |
| XQ4         | "تيفلين من قمران"   |                                       | تمائم عبرية                              |
| XQ5a        | سفر اليوبيلات 7:4–5 |                                       |                                          |
| XQ5b        | ترنيمة              |                                       |                                          |
| XQ6         | قربان               |                                       | قصاصة صغيرة بها كلمة واحدة بالآرامية.    |
| XQ7         | قصاصة غير معرّفة     |                                       | احتمال كبير أن تكون جزءًا من تعاليم 4Q.   |
| XQpapEn     | سفر أخنوخ 9:1       |                                       | قصاصة واحدة صغيرة مكتوبة بالعبرية. = XQ8 |

### معرض الصور

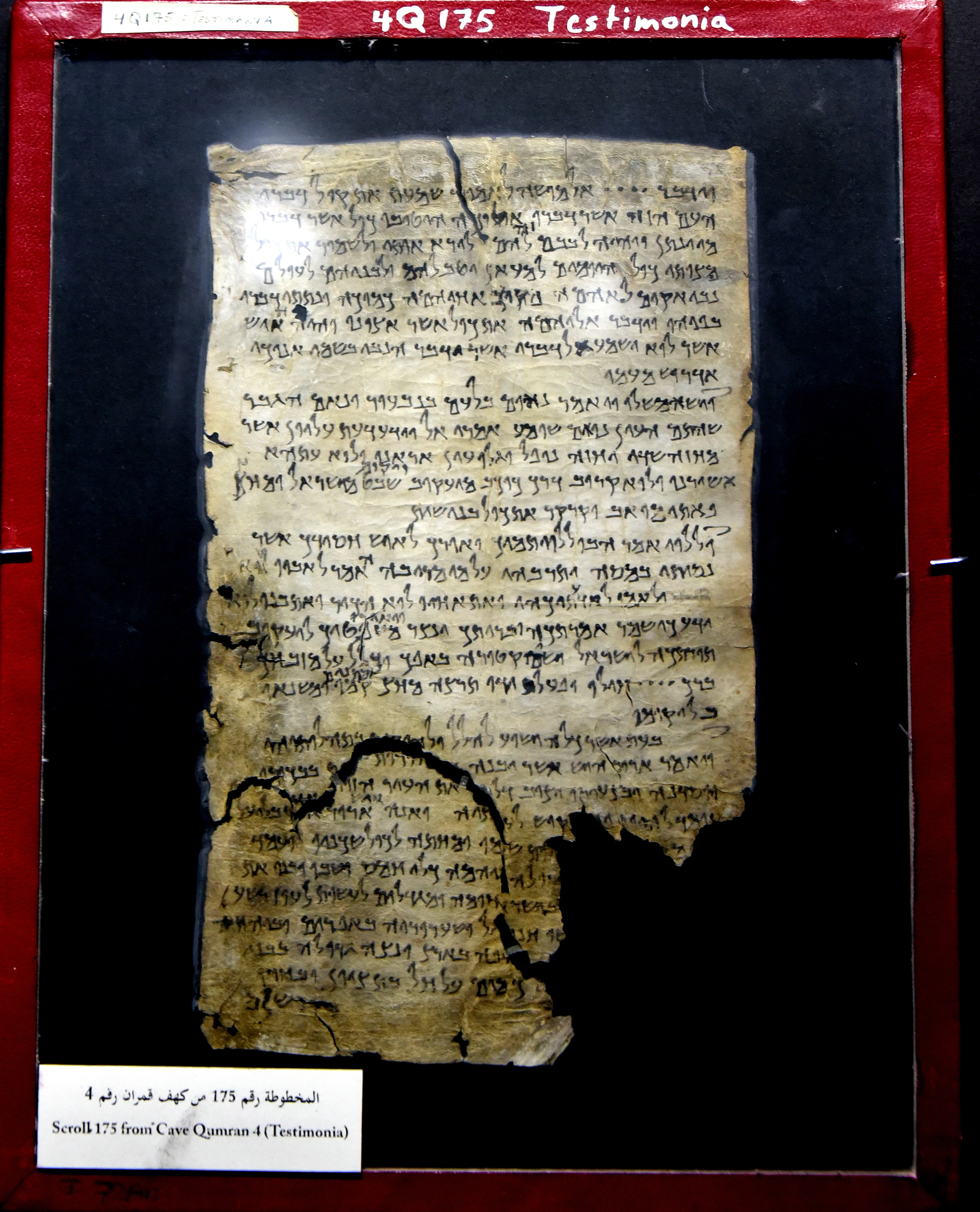
مخطوطة البحر الميت 175، كاملة، من الكهف 4، متحف الأردن
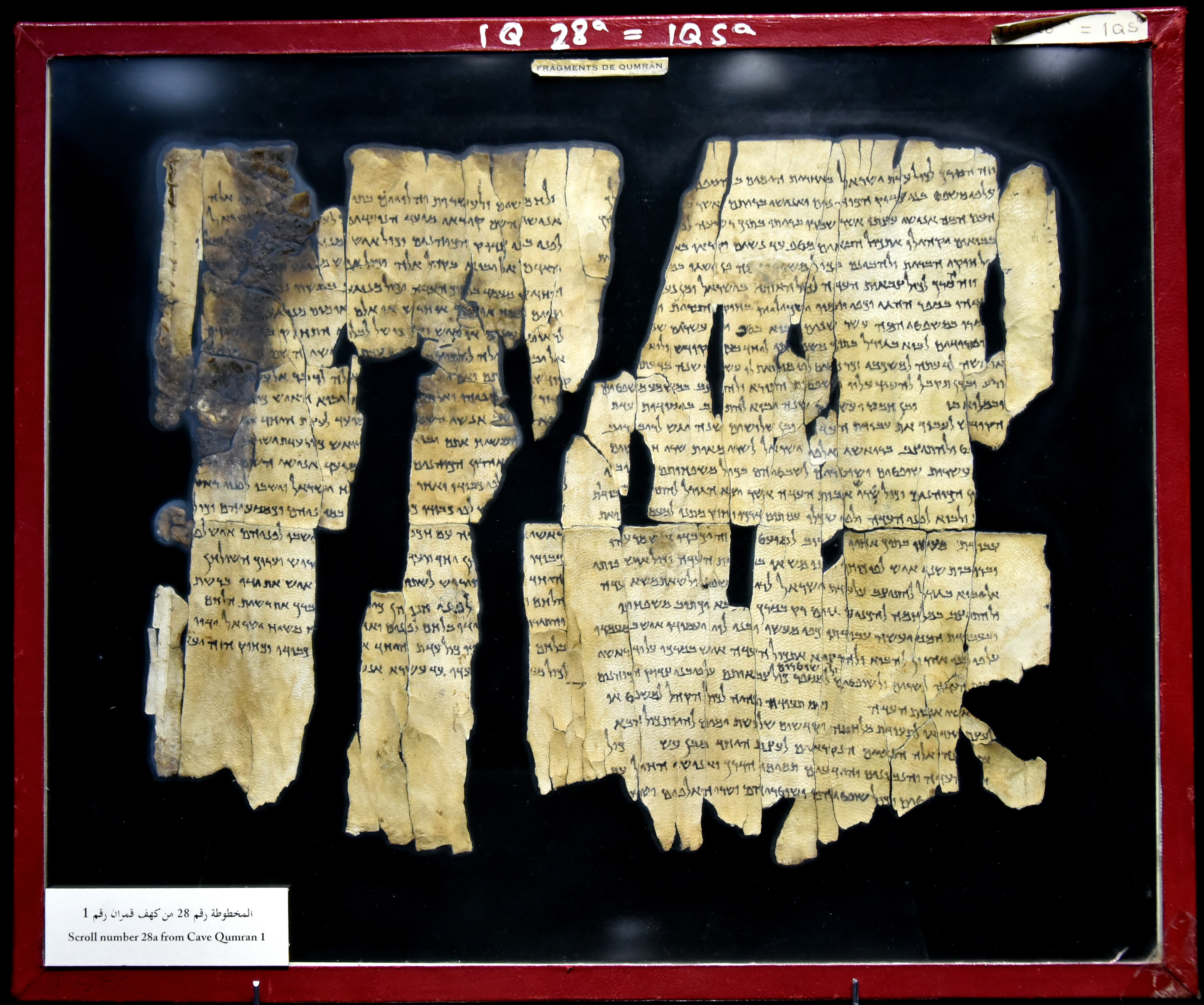
مخطوطة البحر الميت 28a، كاملة، من الكهف 1، متحف الأردن
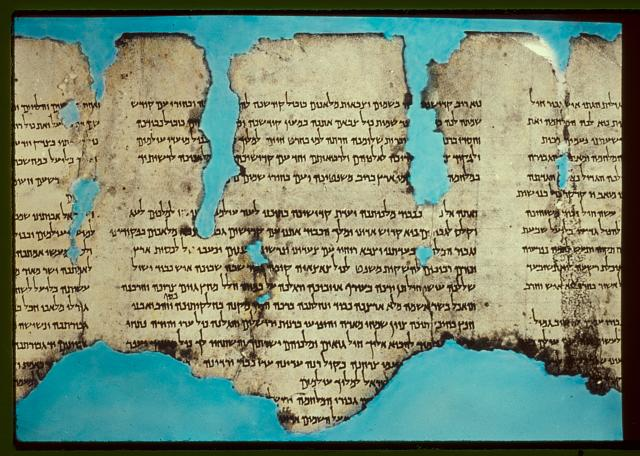
مخطوطة الحرب، وجدت في الكهف 1.
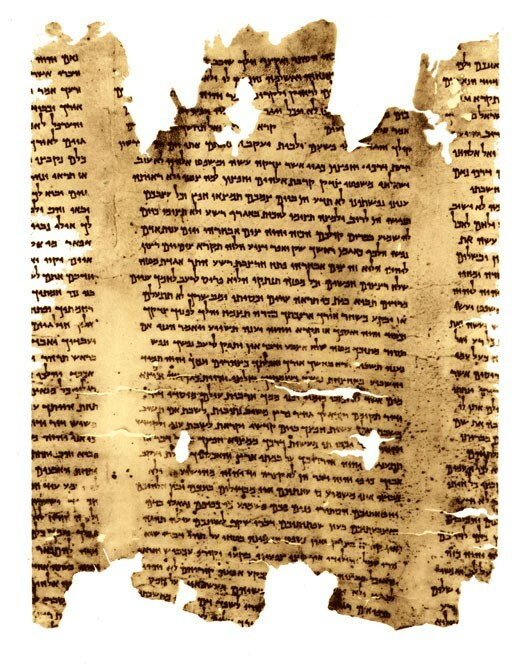
جزء من النسخة الثانية المكتشفة من مخطوطة إشعياء 1QIsab.
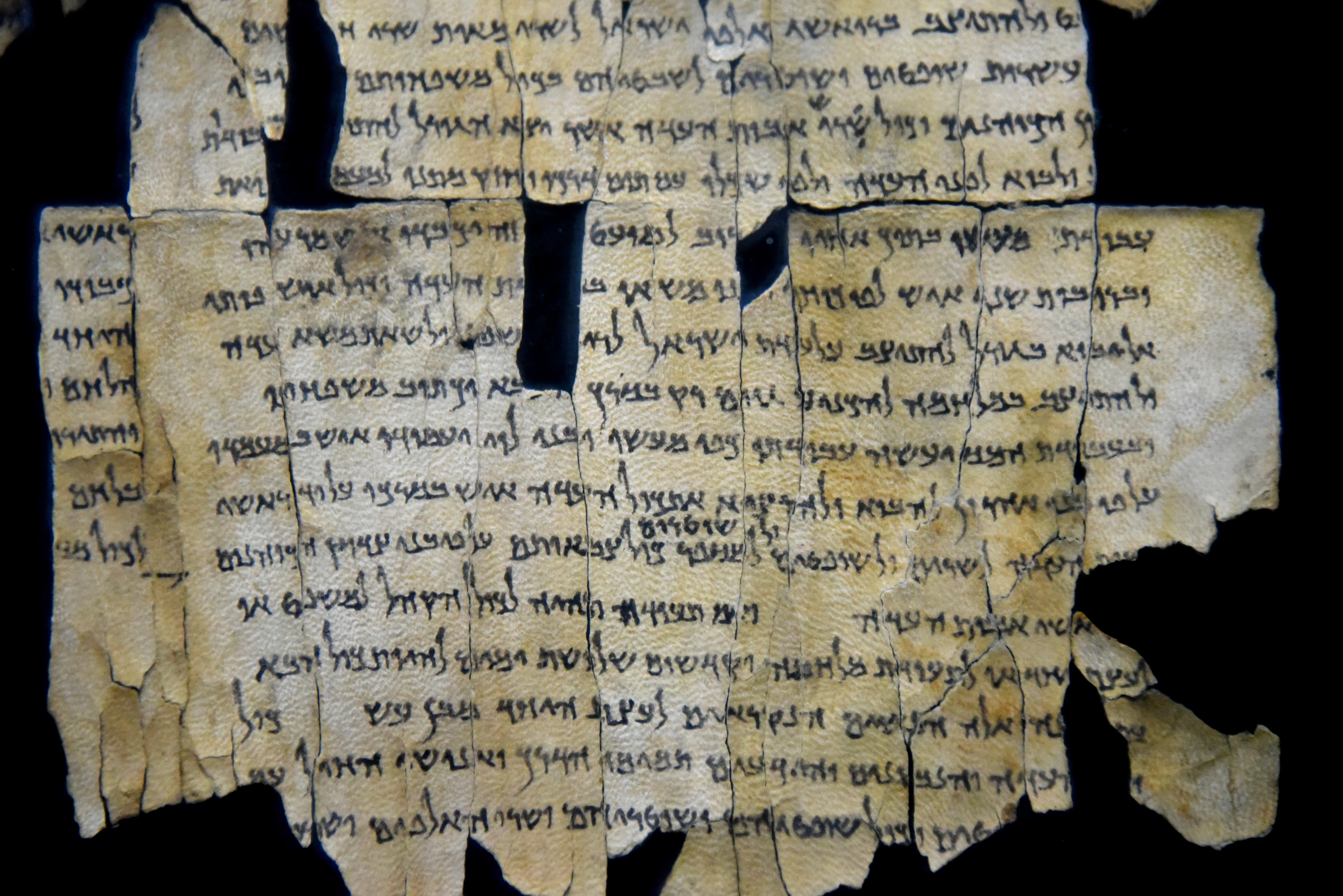
جزء من مخطوطة البحر الميت 28a، من الكهف 1، متحف الأردن
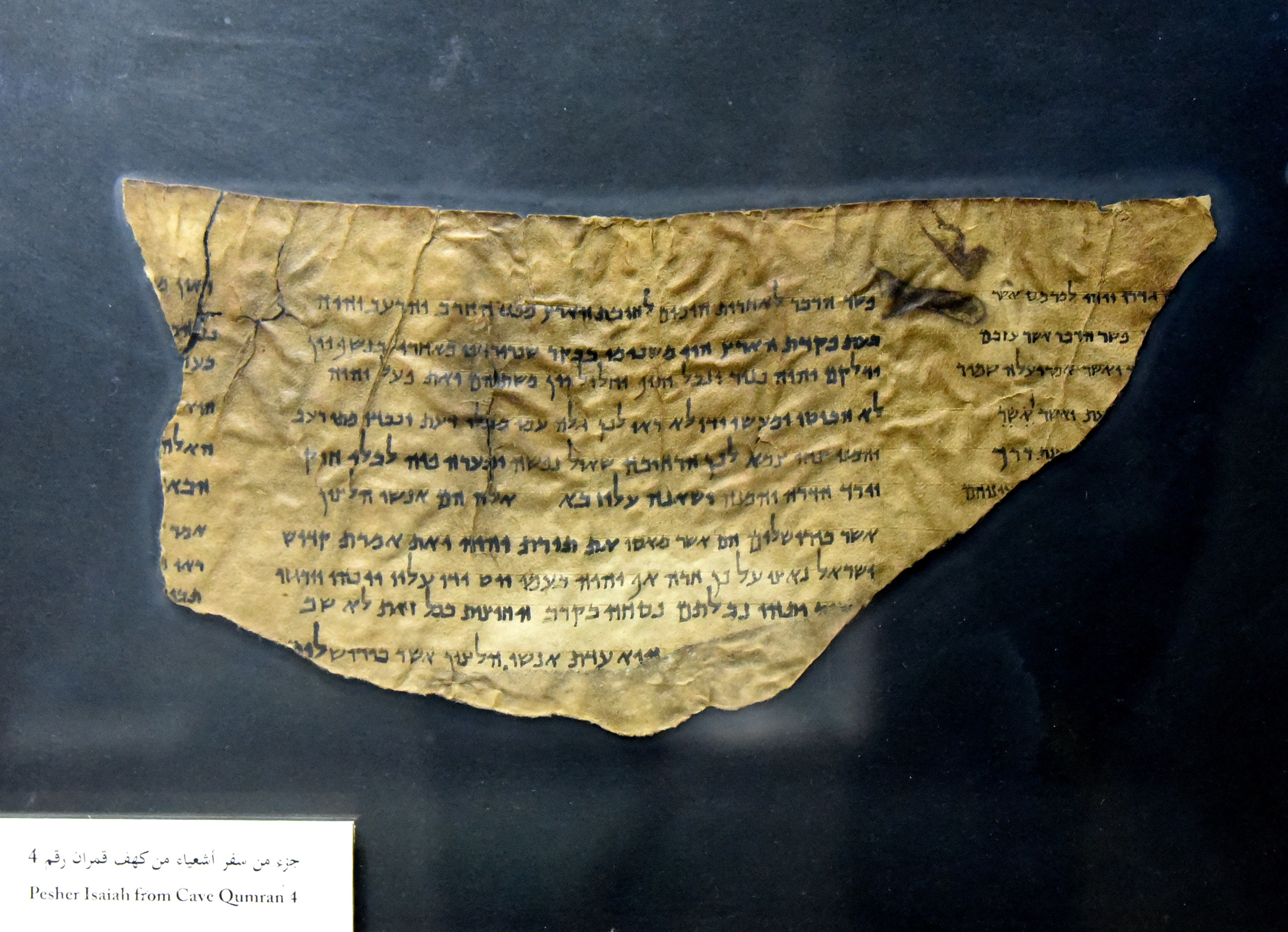
من سفر إشعياء، من الكهف 4، متحف الأردن
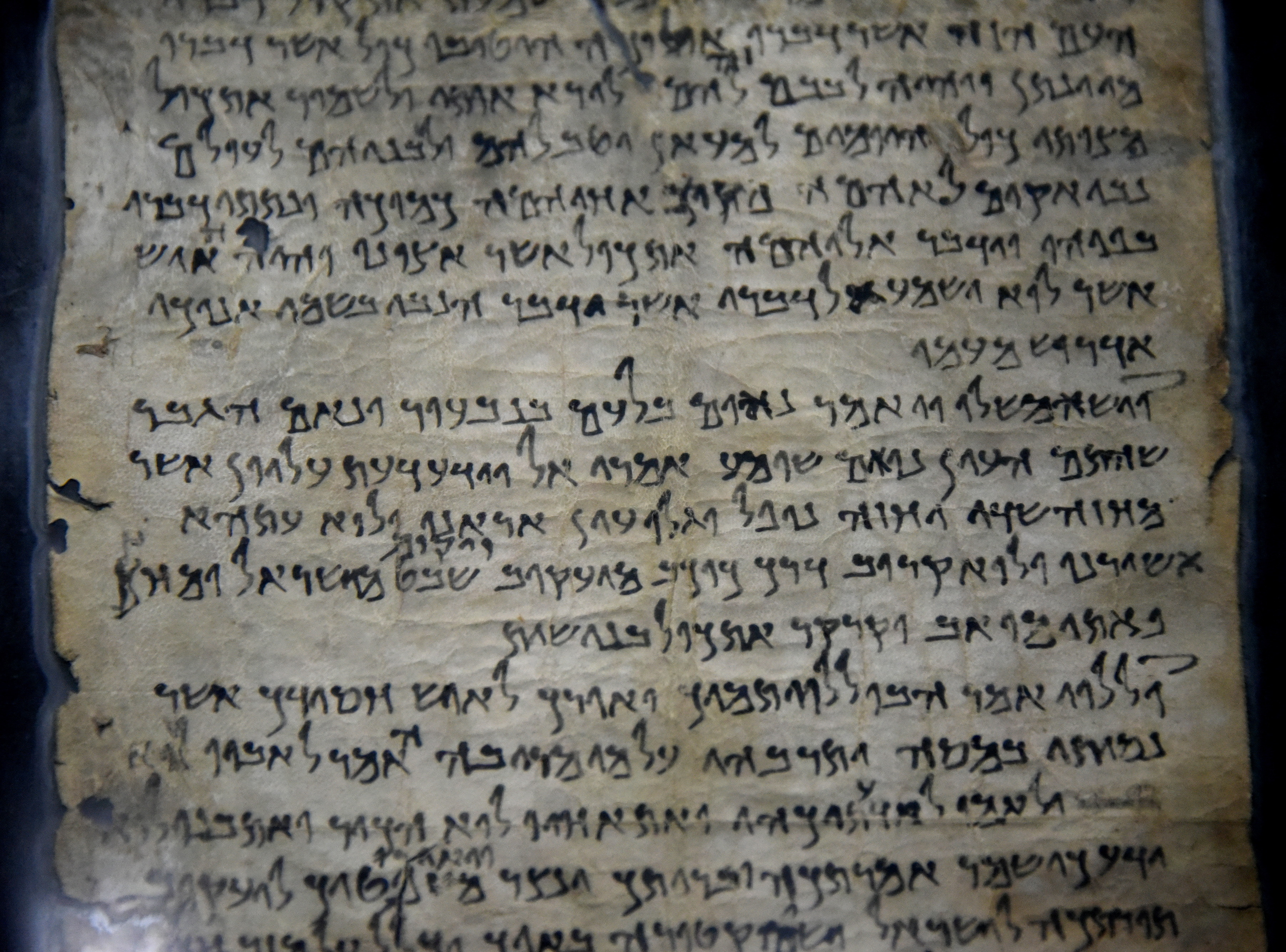
مخطوطة البحر الميت 175، كاملة، من الكهف 4، متحف الأردن
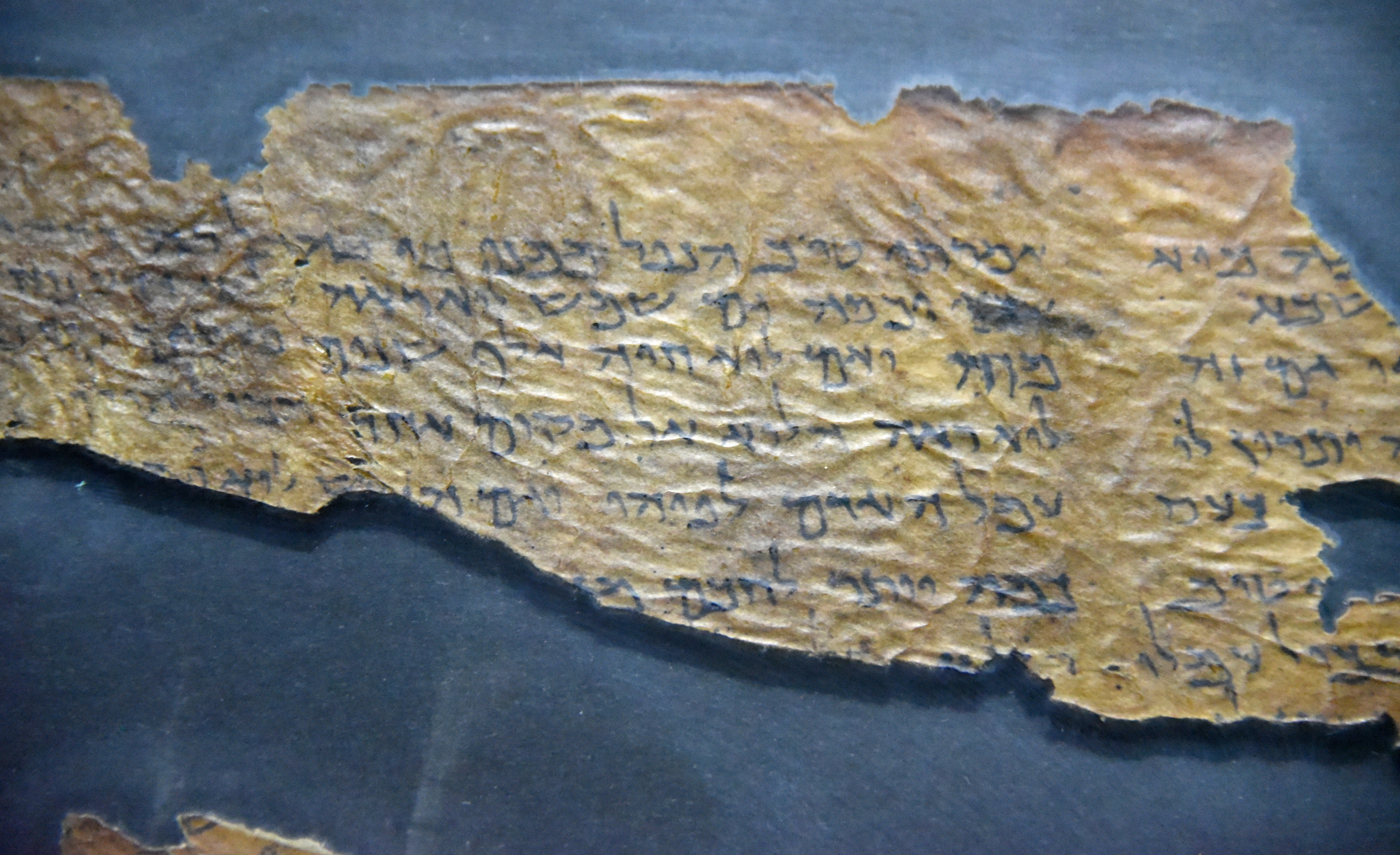
مخطوطة البحر الميت 109، من الكهف 4، من سفر الجامعة، متحف الأردن
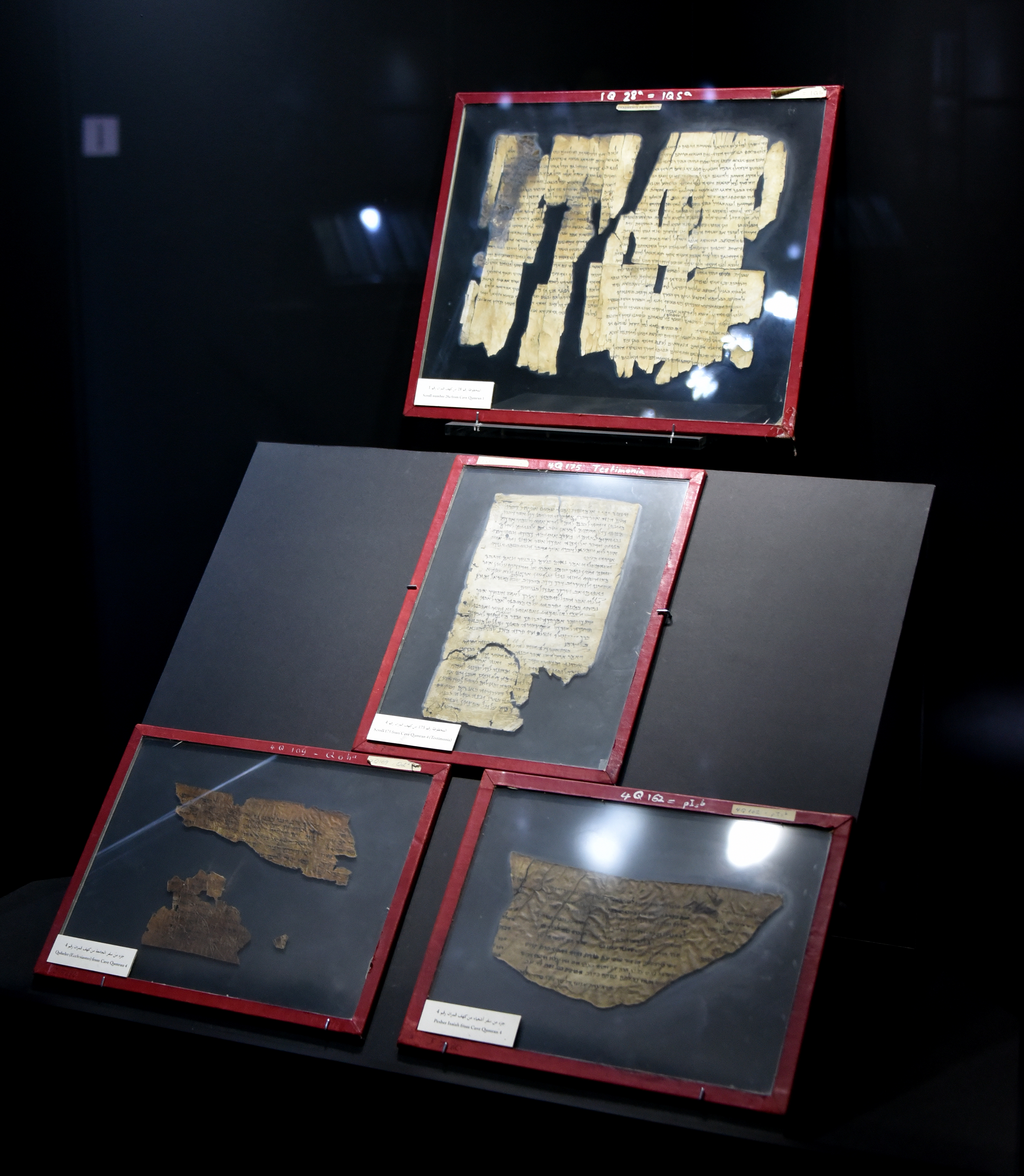
مخطوطات البحر الميت في متحف الأردن
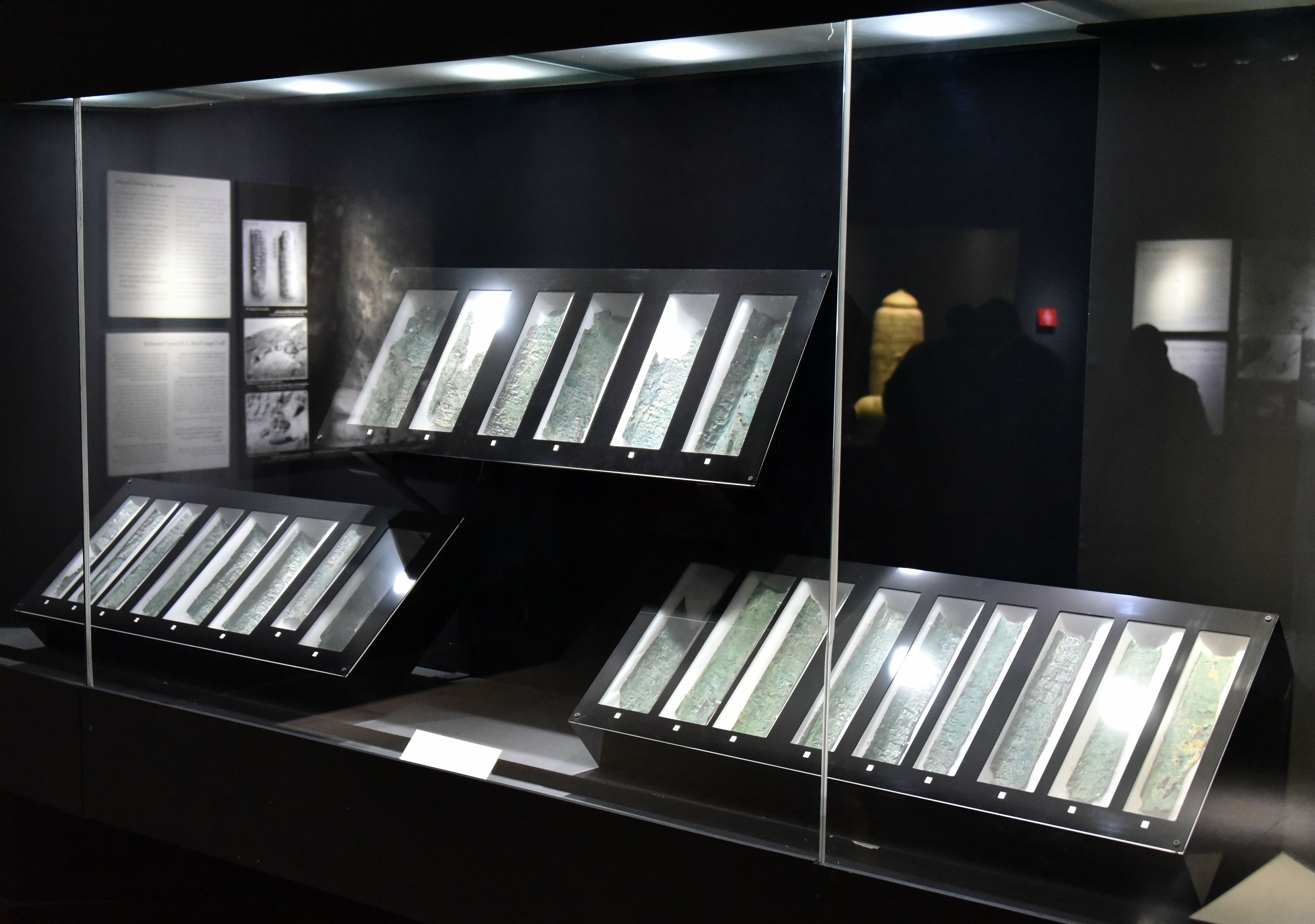
قطع من المخطوطة النحاسية في متحف الأردن، من الكهف 3، ترجع للقرن الأول الميلادي
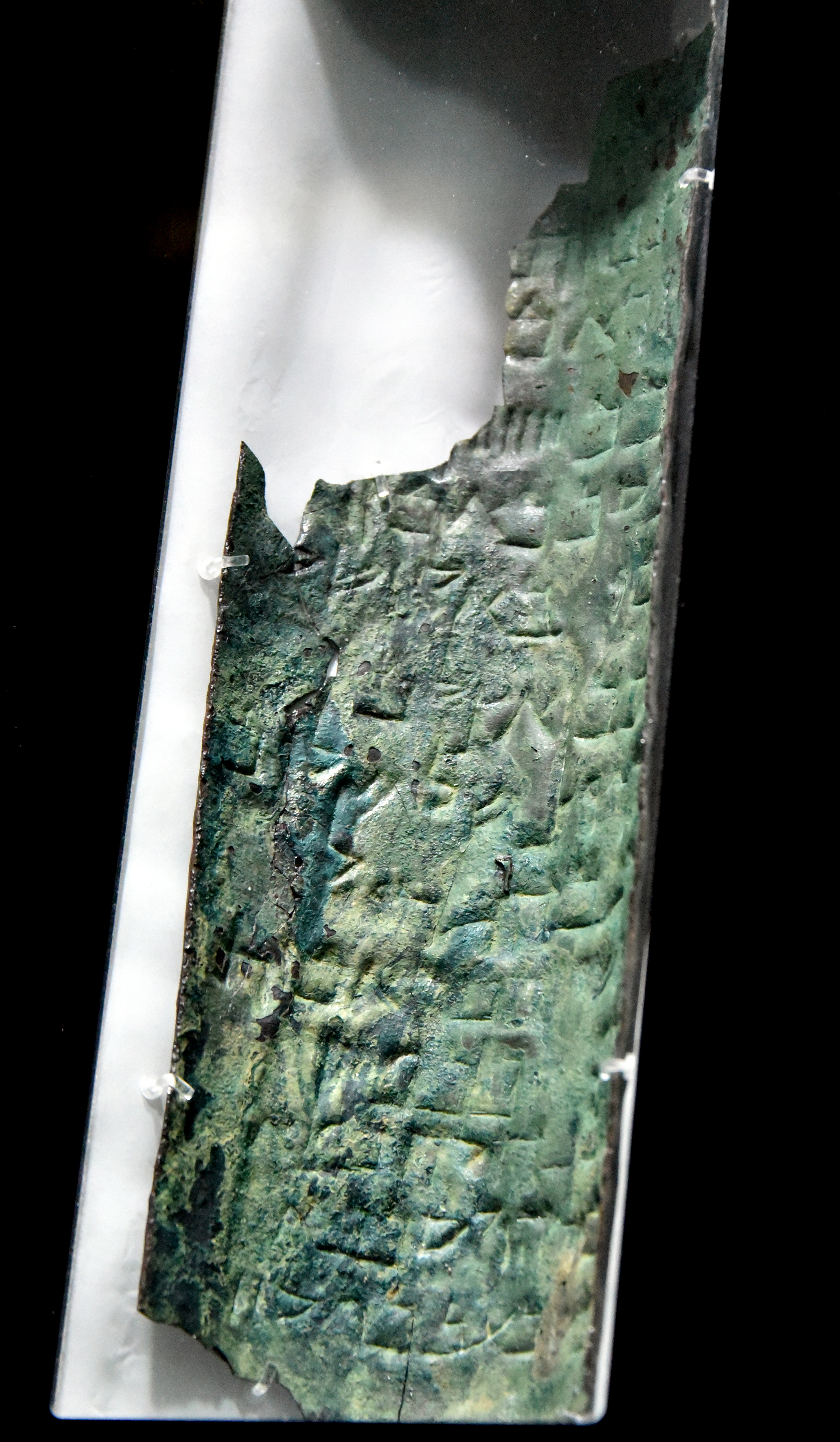
القطعة 11 من المخطوطة النحاسية، من الكهف 3، متحف الأردن
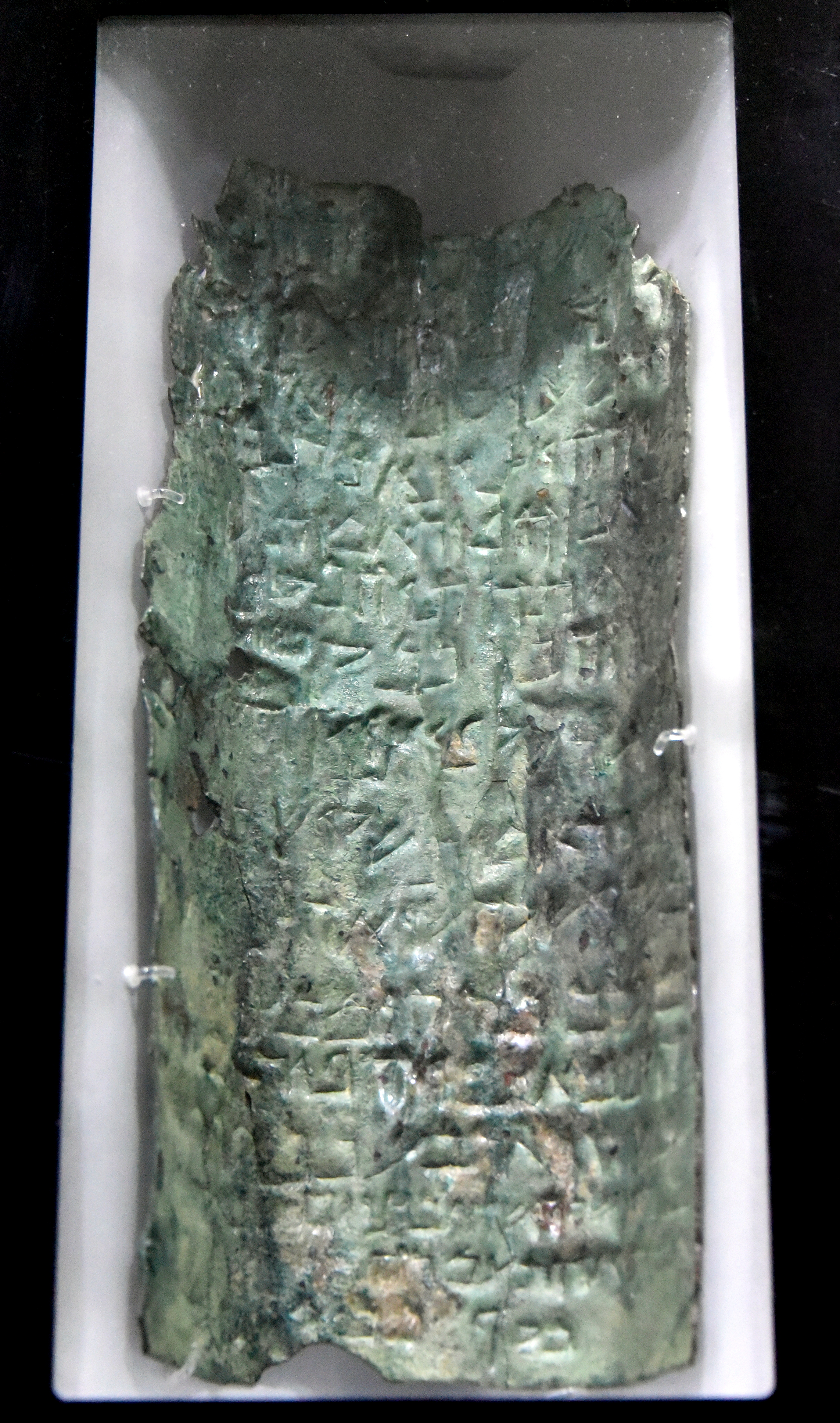
القطعة 15 من المخطوطة النحاسية، من الكهف 3، متحف الأردن
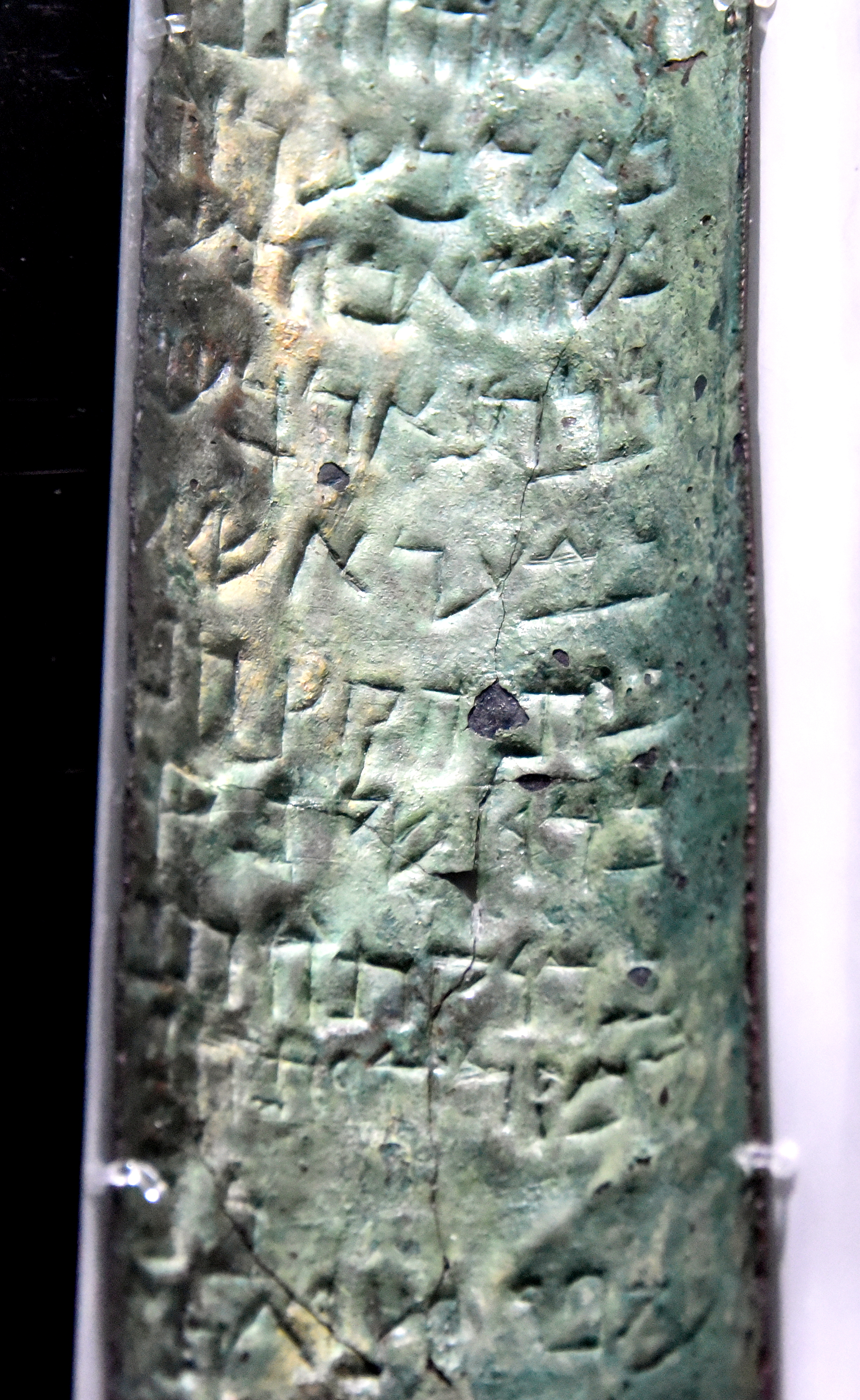
القطعة 13 من المخطوطة النحاسية، من الكهف 3، متحف الأردن
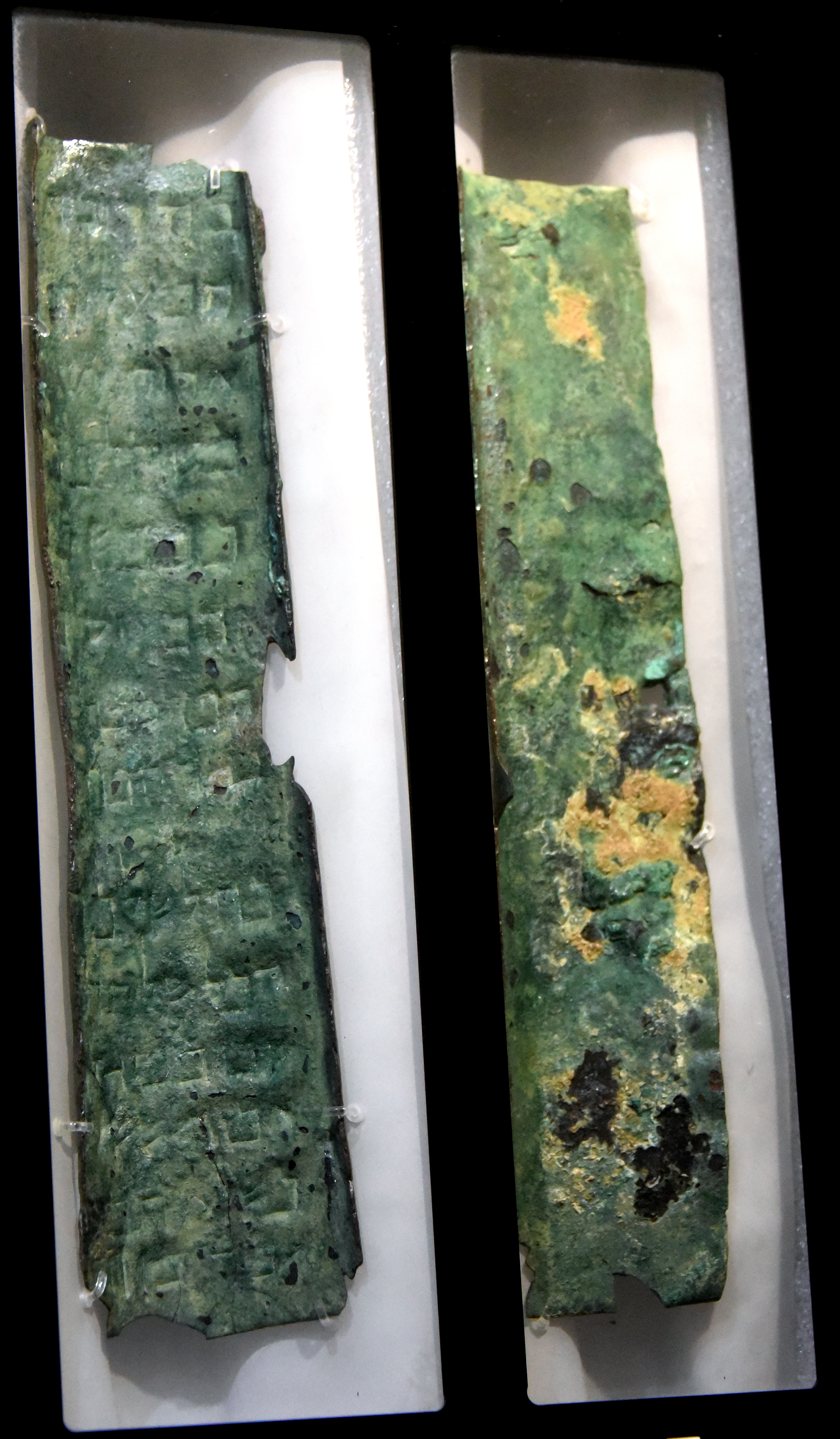
القطع 1 و 2 من المخطوطة النحاسية، من الكهف 3، متحف الأردن
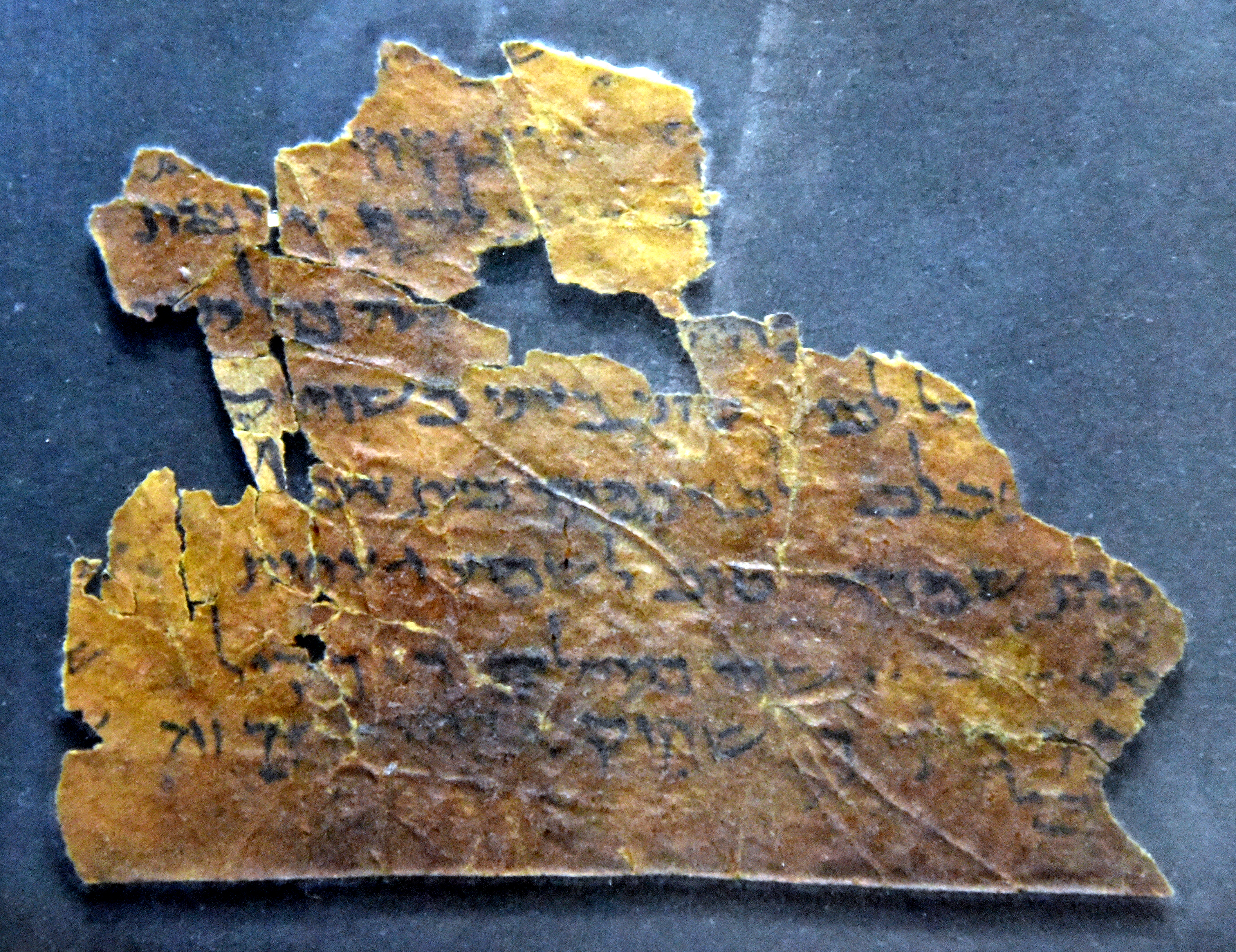
مخطوطة البحر الميت 109، من الكهف 4، من سفر الجامعة، متحف الأردن
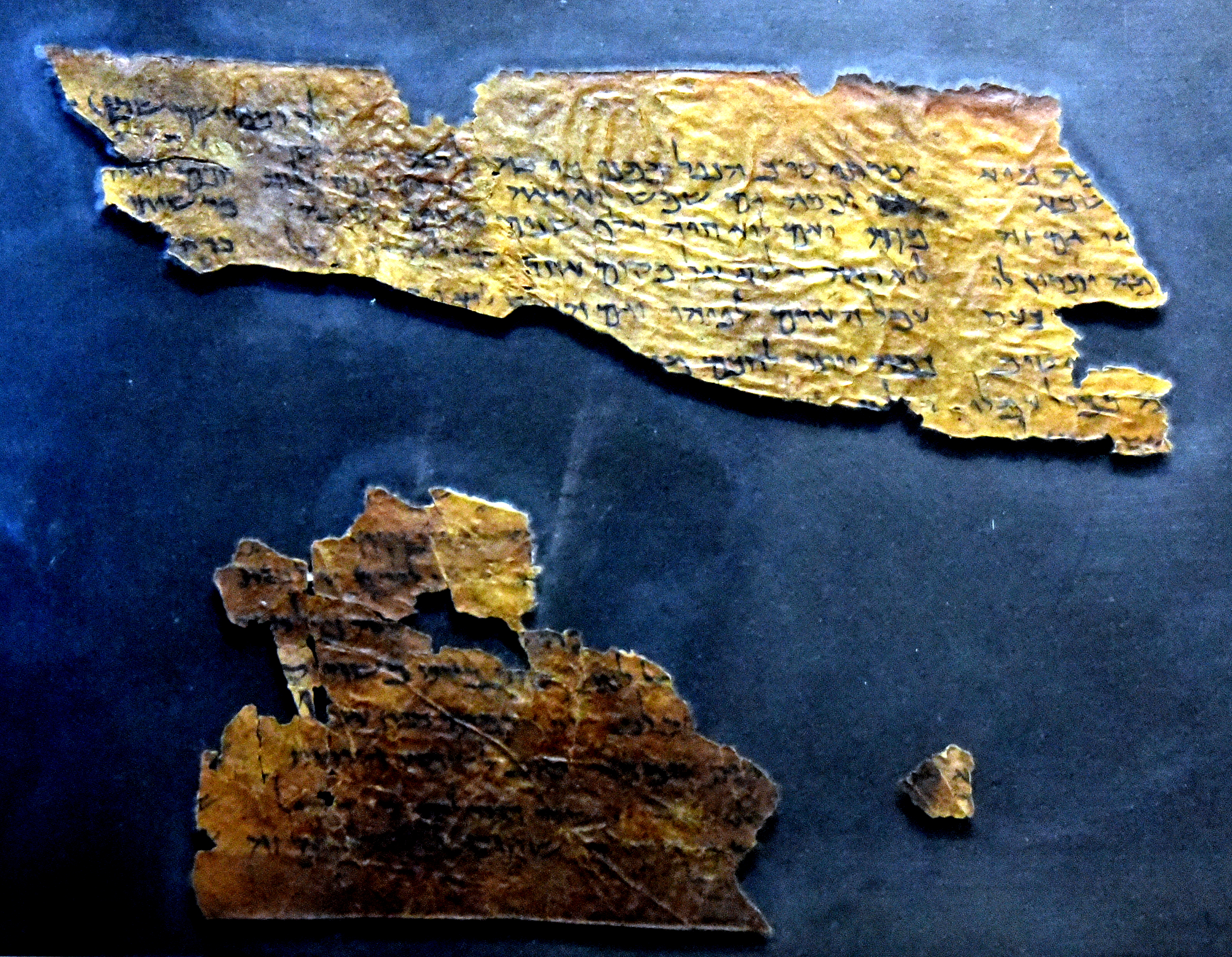
مخطوطة البحر الميت 109، من الكهف 4، من سفر الجامعة، متحف الأردن

## الأصل
كان هناك الكثير من الجدل حول أصل مخطوطات البحر الميت. وتظل النظرية السائدة هي أن المخطوطات من كتابات طائفة الأسينيين وهم طائفة من اليهود الذين عاشوا في قمران، ولكن هذه النظرية أصبحت موضع معارضة من قبل العديد من العلماء المعاصرين.

### نظرية أسينيو قمران
سادت عالميًا بين العلماء فرضية "أسينيو-قمران" حتى التسعينيات، التي طرحها في الأصل رولاند غوريان دي فو وجوزيف تادوش ميليك، على الرغم من أن كل من إليعازر سوكينيك وبطرس صومي من دير القديس مرقس ربطا كلُ على حدة بين المخطوطات والإسينيين قبل القيام بأي حفريات في قمران بوقت طويل. تقول نظرية أسينيو-قمران أن المخطوطات كتبها الأسينيون، أو مجموعة طائفية يهودية أخرى، مقيمة في خربة قمران، حيث قاموا بتأليف المخطوطات وأخفوها في النهاية في الكهوف القريبة خلال الثورة اليهودية الكبرى في وقت ما بين سنتي 66-68م. استخدمت عدة حُجج لدعم هذه النظرية.
- هناك أوجه تشابه مذهلة بين وصف مراسم التكريس للأعضاء الجدد في قانون المجتمع وأوصاف مراسم التنشئة الإسينية المذكورة في أعمال يوسيفوس فلافيوس المؤرخ اليهودي الروماني من فترة الهيكل الثاني.
- ذكر يوسيفوس أن الأسينيين يتقاسمون الملكية بين أفراد المجتمع، كما هو مذكور في قانون المجتمع.
- أثناء التنقيب في خربة قمران، تم العثور على محبرتين وعناصر مجصصة يعتقد أنها لوحات للكتابة، مما يدل على وجود شكل من أشكال الكتابة هناك. كما اكتشف المزيد من المحابر في مكان قريب. أطلق دي فو على هذه المنطقة اسم "غرفة النسخ" بناءً على هذا الاكتشاف.
- اكتشفت العديد من حمامات الطقوس اليهودية في قمران، مما يقدم دليلاً على الوجود الالتزام اليهودي في الموقع.
- وصف بليني الأكبر (وهو جغرافي كتب بعد سقوط القدس سنة 70م) مجموعة من الأسينيين الذين يعيشون في مجتمع صحراوي على الشاطئ الشمالي الغربي للبحر الميت بالقرب من أطلال بلدة عين جدي.

### نظرية طوائف قمران
تُعد نظريات طوائف قمران تعديلًا على نظرية أسينيو-قمران. نقطة الخلاف الرئيسية بين أصحاب هذه النظريات ونظرية أسينيو-قمران اعتماد الأخيرة على فكرة ربط مخطوطات البحر الميت بالأسينيين على وجه التحديد. يعتقد معظم مؤيدي نظرية طوائف قمران أن مجموعة من اليهود الذين عاشوا في قمران أو بالقرب منها هم أصحاب مخطوطات البحر الميت، وهم لا يرجّحون بالضرورة أن تكون تلك الطائفة هم الأسينيين.
اكتسبت نظرية طوائف قمران التي ظهرت في التسعينيات شعبية كبيرة مؤخرًا بعد ظهور عمل للورانس شيفمان زعم فيه أن المجتمع كان يقوده مجموعة من الكهنة الصدوقيين. لعل أهم وثيقة اعتمد عليها شيفمان لدعم هذا الرأي هي المخطوطة 4QMMT، التي تستشهد بقوانين الطهارة (مثل نقل الشوائب) المطابقة لتلك القوانين في كتابات الحاخامات الصدوقيين. كما تذكر 4QMMT أيضًا تقويم للأعياد مطابق لطريقة الصدوقيين في تأريخ أيام أعياد معينة.

### نظرية الأصل المسيحي
جادل اليسوعي الإسباني خوسيه أوكالاغان مارتينيز في الستينيات بأن القطعة (7Q5) بها جزء من نص إنجيل مرقس 6: 52-53. عدّل روبرت إيزنمان النظرية قائلًا بأن بعض المخطوطات تصف المجتمع المسيحي المبكر. زعم آيزنمان أيضًا بأن مسيرتي يعقوب البار وبولس الرسول تتوافق مع الأحداث المسجلة في بعض هذه الوثائق.

### نظرية المنشأ القُدسي
زعم بعض العلماء أن المخطوطات كانت من إنتاج يهود عاشوا في القدس أخفوا المخطوطات في الكهوف القريبة من قمران أثناء فرارهم من الرومان أثناء تدمير القدس سنة 70م. افترض كارل هاينريش رينجستورف لأول مرة في الستينيات أن مخطوطات البحر الميت كُتبت في مكتبة الهيكل في القدس. في وقت لاحق، اقترح نورمان جولب أن المخطوطات كانت نتاج مكتبات متعددة في القدس، وليس بالضرورة مكتبة الهيكل في القدس. يشير مؤيدو نظرية الأصل القدسي إلى التنوع الفكري والكتابة اليدوية في المخطوطات كدليل يعارض منشأ المخطوطات في قمران. كما اعتقد العديد من علماء الآثار أيضًا أن منشأ المخطوطات ليس في قمران، منهم يزهار هيرشفيلد ومؤخرًا يتسحاق ماجن ويوفال بيليج الذين يعتقدون جميعًا أن مخطوطات قمران من بقايا حصن حشموني أعيد استخدامها خلال فترات لاحقة.

## الخصائص الفيزيائية

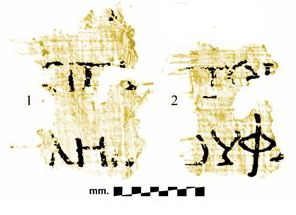
القصاصات 1 و 2 من '7Q6' التي وجدت مكتوبة على بردية في الكهف 7.

### التأريخ بالكربون المشع
أُجري تأريخ بالكربون المشع لعدد من الرقوق المأخوذة من مخطوطات البحر الميت. كان الاختبار الأول في سنة 1950م على قطعة من الكتان من أحد الكهوف. أعطى هذا الاختبار تاريخًا تقريبًا لسنة 33م ± 200 سنة، مما أدى إلى استبعاد الفرضيات الأولية بربط المخطوطات بفترة العصور الوسطى. ومنذ ذلك الحين، أجريت سلسلتين كبيرتين من الاختبارات على المخطوطات نفسها. لخّص فاندركام وفلينت النتائج، وقالا بإن «الاختبارات تعطي سببًا قويًا للاعتقاد بأن معظم مخطوطات قمران تنتمي إلى القرنين الأخيرين قبل الميلاد والقرن الأول الميلادي.:32»

### تأريخ الكتابات القديمة
حُلّلت أشكال الحروف في نصوص مخطوطات البحر الميت وفق قواعد علم الكتابات القديمة على يد مجموعة متنوعة من العلماء في هذا المجال. أرّخ التحليل اللغوي الرئيسي الذي أجراه فرانك مور كروس ونحمان أفيغاد بعض الأجزاء بالفترة من 225 ق.م. إلى 50م، حيث حدّدوا الفترة من خلال فحص حجم النص وتنوعه وأسلوبه. أعيد اختبار نفس تلك الأجزاء لاحقًا باستخدام التأريخ بالكربون المشع، وتم تأريخها بالفترة من 385 ق.م. إلى 82 ق.م. بمعدل دقة 68%.

### الحبر والرقوق
بتحليل المخطوطات باستخدام مسرع دوراني في جامعة كاليفورنيا، ديفيس، وجد أن مادة كل الحبر الأسود كانت من أسود الكربون. معظم هذه الأحبار السوداء الموجودة على المخطوطات مصنوعة من سخام الكربون الناتج عن مصابيح زيت الزيتون. غالبًا ما كان يُضاف العسل والزيت والخل والماء إلى الخليط لتخفيف الحبر للوصول إلى قوام مناسب للكتابة. في بعض الأحيان، تضاف العفصات إلى الحبر لجعله أكثر مرونة. أما الحبر الأحمر، فقد وجد أنه مصنوع من الزنجفر. استخدم الحبر الأحمر في كامل المخطوطات أربع مرات فقط. وللكتابة على المخطوطات، استخدم الكتبة أقلام القصب.
كتبت مخطوطات البحر الميت على رقوق مصنوع من جلود الحيوانات المعالجة (حوالي 85.5-90.5% من المخطوطات)، وعلى ورق البردي (حوالي 8-13% من المخطوطات)، وصفائح من البرونز مادتها مكونة بنسب تقدر بحوالي 99% من النحاس و1% من القصدير (حوالي 1.5% من المخطوطات).. بالنسبة لتلك المخطوطات المكتوبة على جلود الحيوانات، يعتقد علماء هيئة الآثار الإسرائيلية من خلال استخدام اختبار الحمض النووي لتحديد نوعية جلد الحيوان المستخدم، أن هناك تسلسلًا هرميًا في نوعية الجلود المستخدمة وفقًا للأهمية الدينية للنصوص. اعتبر العلماء المخطوطات المكتوبة على جلود الماعز والعجول أكثرها أهمية، في حين أن تلك المكتوبة على جلود الغزلان أو الوعول تعتبر أقل أهمية من الناحية الدينية.
بالإضافة إلى ذلك، أشارت الاختبارات التي أجراها المعهد الوطني للفيزياء النووية في صقلية بإيطاليا إلى أن أصل بقايا رقوق مخطوطات البحر الميت التي اختبرت من منطقة قمران نفسها، بعد أن اختبروا ذلك مستخدمين الأشعة السينية واختبار انبعاث الجسيمات المستحثة بالأشعة السينية من الماء المستخدم في صناعة الرقوق، والذي تمت مقارنته بمياه من المنطقة المحيطة بموقع قمران.

### الحفظ

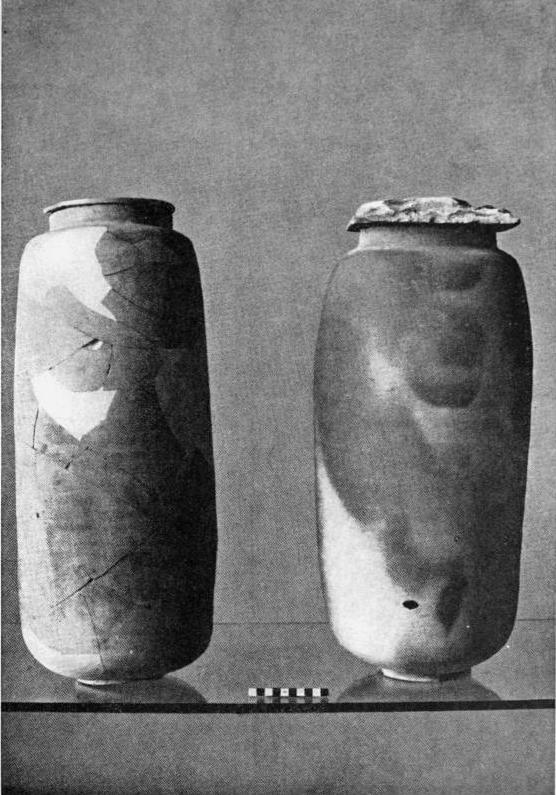
جرّتان فُخاريتان من اللاتي وجد فيها المخطوطات في قمران.

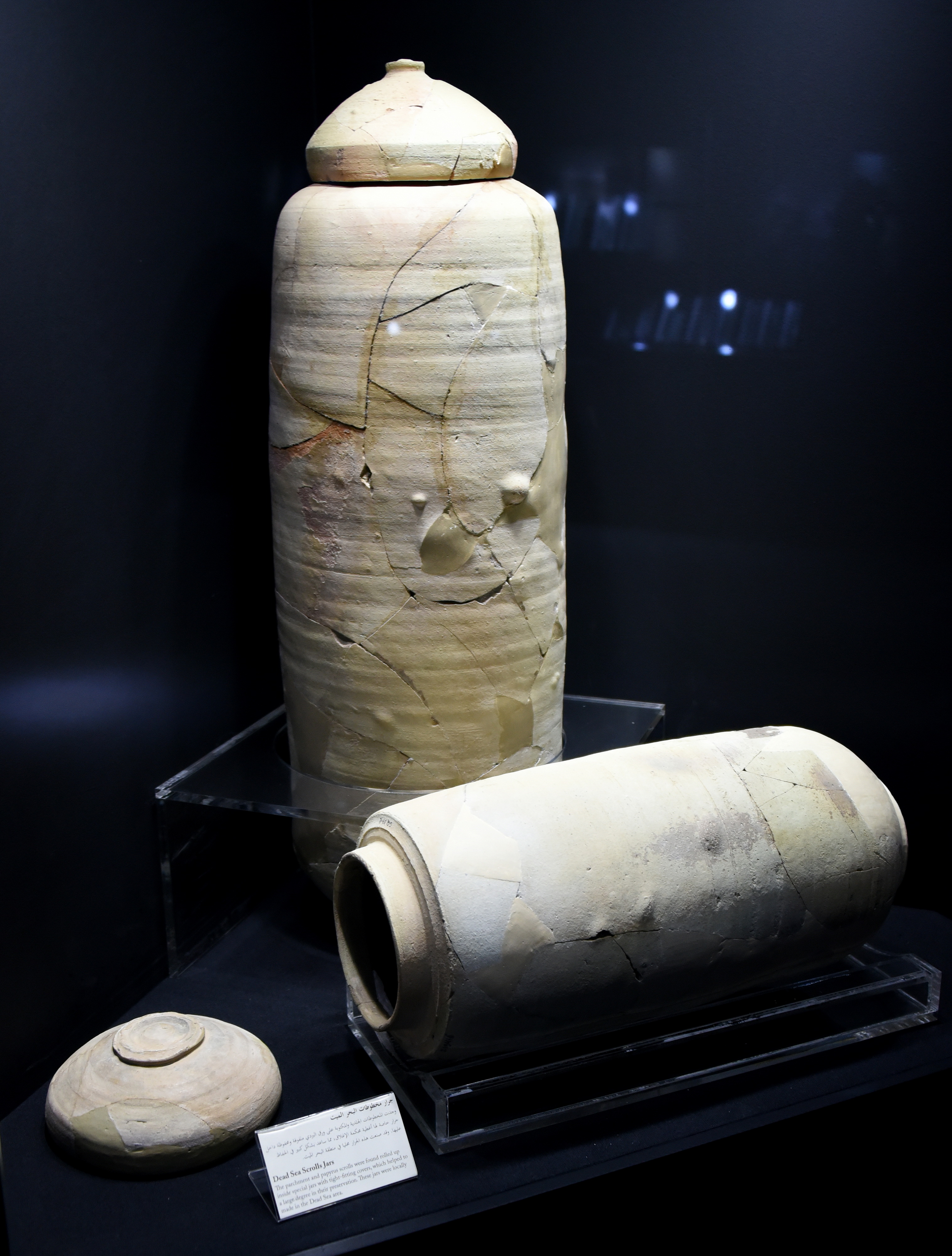
جرتان من جرار المخطوطات في متحف الأردن في عمّان.

وجدت مخطوطات البحر الميت التي عُثر عليها محفوظة بشكل جيد بسبب الحالة الجافة القاحلة منخفضة الرطوبة في منطقة قمران المجاورة للبحر الميت. بالإضافة إلى ذلك، ساهم عدم استخدام مواد الدباغة على رقوق مخطوطات البحر الميت وانخفاض تدفق الهواء داخل كهوف قمران أيضًا بشكل كبير في الحفاظ عليها. كما عُثر على بعض المخطوطات مٌخزّنة داخل جرار طينية داخل كهوف قمران، مما ساعد على الحفاظ عليها من التلف. في البداية، تعامل علماء الآثار والعلماء مع المخطوطات بشكل غير مناسب، بالإضافة إلى تخزينها في بيئة غير خاضعة للرقابة، فبدأت تتعرض لعملية تدهور سريع أكثر مما تعرضت له في قمران. خلال السنوات القليلة الأولى في أواخر الأربعينيات وأوائل الخمسينيات من القرن العشرين، تسبب الشريط اللاصق المستخدم لوصل الأجزاء وسد الشقوق في أضرار جسيمة للوثائق. أدركت الحكومة الأردنية بعد حدوث تلف في المخطوطات ضرورة حماية المخطوطات من التلف. ومع ذلك، لم يكن لدى الحكومة التمويل الكافي لشراء المواد اللازمة لحمايتها، فوافقت على قيام المؤسسات الأجنبية بشراء تلك المواد، وعرضها في متحفها في القدس حتى يمكن "دراستها بشكل مناسب".
في أوائل سنة 1953م، نقلت المخطوطات إلى متحف فلسطين الأثري (المعروف باسم متحف روكفلر) في القدس الشرقية، وتعرضت خلال نقلها للمزيد من الأضرار والتلف.:63–65 كان المتحف يعاني من نقص التمويل وكانت موارده محدودة التي يمكن من خلالها فحص المخطوطات. ونتيجة لذلك، كانت ظروف ومنطقة التخزين غير متحكّم بها نسبيًا وفقًا للمعايير الحديثة. عرض المتحف معظم القصاصات والمخطوطات داخل نوافذ زجاجية غير معزولة عن الرطوبة، مما أدى إلى تسارع عملية التلف. خلال فترة من الصراع خلال حرب 1956 التي شنتها إسرائيل وبريطانيا وفرنسا ضد مصر، نُقلت مجموعة المخطوطات الخاصة بمتحف فلسطين الأثري إلى قبو البنك العثماني في عمان بالأردن. أدت الظروف الرطبة الناتجة عن التخزين المؤقت للمخطوطات في قبو البنك العثماني من سنة 1956م إلى ربيع سنة 1957م إلى تسارع معدل تلف المخطوطات. تسببت تلك الظروف في ظهور العفن الفطري على المخطوطات والقصاصات، وتعرضت بعض الأجزاء جزئيًا للتلف أو أصبحت غير مقروءة بسبب الغراء وأوراق في مظاريف مانيلا التي خُزّنت فيها المخطوطات أثناء وجودها في القبو. بحلول سنة 1958م، لوحظ أن نحو 5% من بعض المخطوطات تلفت تمامًا. أصبحت العديد من النصوص غير مقروءة، وأصبحت العديد من المخطوطات قاتمة إلى حد كبير.
حتى سبعينيات القرن العشرين، استمرت المخطوطات في التدهور بسبب سوء ترتيبات التخزين، والتعرض لمواد لاصقة مختلفة، والبقاء في بيئات رطبة.. تعرضت الأجزاء المكتوبة على الرقوق (بدلاً من ورق البردي أو البرونز) التي تداولها هواة جمع الآثار والعلماء لمصير أسوأ من المخطوطات التي تواجدت في المتحف، حيث تلفت أجزاء كبيرة منها بحلول سنة 1966م. وفي أواخر الستينيات، أصبح تلف المخطوطات مصدر قلق كبير لدى العلماء ومسؤولي المتاحف على حد سواء. كان العالمان جون أليجرو والسير فرانسيس فرانك من بين أوائل من طالبوا بقوة باللجوء إلى تقنيات حفظ أفضل.. انتهت المحاولات الأولى التي قام بها كل من المتحفين البريطاني والإسرائيلي لإزالة الشرائط اللاصقة إلى تعريض بعض الرقوق إلى مجموعة من المواد الكيميائية، من بينها مواد حفظ الجلود البريطانية التي أدت لجعل بعضها داكنًا إلى حد كبير. في السبعينيات والثمانينيات، جرت محاولات حفظ أخرى شملت إزالة الألواح الزجاجية واستبدالها بالكرتون. ومع ذلك، استمرت القصاصات والمخطوطات في التدهور السريع خلال تلك الفترة.
في سنة 1991م، أنشأت هيئة الآثار الإسرائيلية معملًا يمكن التحكم بدرجة حرارته لتخزين المخطوطات والحفاظ عليها. ركّز موظفو متحف روكفلر في إجراءاتهم وطرقهم للحفظ على إزالة الشرائط اللاصقة والزيوت والمعادن والملح والملوثات الأخرى. حُفظت القصاصات والمخطوطات باستخدام ورق مقوّى خالي من الأحماض، وخُزنت في صناديق سولاندر في منطقة تخزين مُتحكّم في مناخها.
أعادت هيئة آثار إسرائيل اكتشاف تسع قصاصات صغيرة من التمائم في سنة 2014م، بعد بقائها مُخزّنة دون أن تُفتح لمدة ستة عقود منذ أن عُثر عليها سنة 1952م. قالت هيئة آثار إسرائيل أنها ستتخذ القرار بفتح التمائم أو التيفيلين بمجرد الاتفاق على الإجراء المناسب بشأن فتحها.

## التصوير والتجميع
نظرًا لتعدد مقتني مخطوطات البحر الميت منذ اكتشافها، لم تتولى منظمة واحدة بعينها تصويرها كاملة.

### الصور الأولى على يد المدارس الأمريكية للدراسات الشرقية (1948)
كان جون سي. تريفر (1916–2006) أول شخص قام بتصوير جزء من المجموعة، وهو عالم في الكتاب المقدس وعالم آثار، وكان يعمل لصالح المدارس الأمريكية للدراسات الشرقية.:68 قام تريفر بتصوير ثلاثة من هذه المخطوطات المكتشفة في الكهف 1 في 21 فبراير 1948، بصور فيلم أبيض وأسود وصور فيلم ملون قياسي.:26:396 وبالرغم من كونه مصور هاوٍ، إلا أن جودة صوره غالبًا ما كانت أكثر جلاءً من المخطوطات نفسها، نظرًا لتدهور حبر النصوص بسرعة عبر السنين بعد إزالتها من مخطوطات الكتان.

### صور الأشعة تحت الحمراء وتجميع القطع بواسطة متحف فلسطين للآثار (1952–1967)
استحوذ متحف فلسطين للآثار على معظم مجموعة كهوف قمران. صُوّرت مخطوطات المتحف على يد نجيب ألبينا، وهو مصور عربي محلي تدرب على يد لويس لارسون من المستعمرة الأمريكية في القدس. بين سنتي 1952-1967م، وثّق ألبينا العملية ذات الخمس مراحل لفرز وتجميع المخطوطات التي تمت على يد أمين وطاقم متحف فلسطين للآثار، باستخدام التصوير بالأشعة تحت الحمراء. وباستخدام عملية تُعرف اليوم باسم التصوير الفوتوغرافي بالأشعة تحت الحمراء ذات النطاق العريض، أنتج نجيب وفريقه في المتحف أكثر من 1,750 لوحة فوتوغرافية للمخطوطات والقصاصات..:68 التقطت صور المخطوطات المكتوبة على جلد حيوانات، باستخدام أفلام كبيرة الحجم، مما أدى إلى إبراز النص، مما جعل الصور مفيدة خاصة لتجميع القصاصات.:68 كانت هذه الصور أقدم الصور الفوتوغرافية للمخطوطات التي بحوزة المتحف، والتي كانت الأكثر اكتمالًا في العالم وقتئذ، وقد وثّقت المخطوطات والقصاصات قبل أن تتدهور أكثر أثناء عمليات الحفظ والتخزين، لذا غالبًا ما تُعتبر هذه المجموعة أفضل النسخ المسجلة للمخطوطات.

### هيئة الآثار الإسرائيلية وتصوير NASA الرقمي بالأشعة تحت الحمراء (1993–2012)

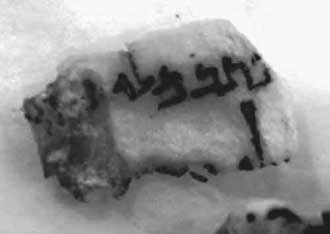
جزء من مخطوطات البحر الميت تم تصويره بواسطة مختبر الدفع النفاث باستخدام تقنية الأشعة تحت الحمراء الرقمية. مكتوب عليه: "كتب كلمات نوح."

بدءً من سنة 1993م، استخدمت ناسا تقنية التصوير الرقمي بالأشعة تحت الحمراء لإنتاج صور فوتوغرافية لقصاصات من مخطوطات البحر الميت. وبالشراكة مع مركز المخطوطات الكتابية القديمة والأبحاث السامية الغربية، نجح مختبر الدفع النفاث التابع لناسا في التوسع في استخدام التصوير بالأشعة تحت الحمراء الذي كان يستخدم سابقًا لتقييم المخطوطات القديمة من خلال توسيع نطاق الأطياف التي يتم تصوير الصور بها. استخدمت ناسا تقنية التصوير متعدد الأطياف المنبثقة من تقنيات الاستشعار عن بعد والمسابير الكوكبية، من أجل الكشف عن نص غير مقروء سابقًا على قصاصات من مخطوطات البحر الميت. استخدمت العملية مرشحًا كريستاليًا سائلًا قابلاً للضبط من أجل تصوير المخطوطات عند أطوال موجية محددة من الضوء. ونتيجة لذلك، قلت تشوهات الصورة بشكل كبير. طُبقت هذه الطريقة على قصاصات مختارة من مخطوطات البحر الميت للكشف عن النص والتفاصيل التي لم تتمكن الكاميرات التي تلتقط صورًا باستخدام طيف ضوئي أكبر من الكشف عنها. طُورت كاميرا ومجموعة للتصوير الرقمي خصيصًا من أجل تصوير هذه النصوص القديمة غير المقروءة.
في 18 ديسمبر 2012، نُشر أول إنتاج لهذا المشروع بالتعاون مع جوجل على الموقع المخصص «Deadseascrolls.org.il». يحتوي الموقع على نسخ رقمية للصور القديمة التي التقطت في الخمسينيات، وحوالي 1000 صورة جديدة التقطت باستخدام تقنية ناسا الجديدة.

### هيئة الآثار الإسرائيلية وتجميع المخطوطات بالحمض النووي (2006–2020)
استخدم علماء مع هيئة الآثار الإسرائيلية الـ DNA الخاص بقصاصات الرقوق التي كتب عليها مخطوطات البحر الميت، بالإضافة للتصوير الرقمي بالأشعة تحت الحمراء لإعادة تجميع المخطوطات. بالنسبة للمخطوطات المكتوبة على الرقوق المصنوع من جلود الحيوانات وورق البردي، استخدم العلماء مع المتحف رموز الحمض النووي لربط القصاصات الخاصة بالمخطوطات المختلفة بتحديد نوع المادة المستخدمة لكتابة المخطوطات. وفي بحث نُشر سنة 2020م في مجلة Cell، أظهر باحثون من جامعة تل أبيب أن الحمض النووي القديم المستخرج من المخطوطات القديمة يمكن استخدامه لفرز قصاصات المخطوطات المختلفة ليس فقط بناءً على الأنواع الحيوانية ولكن أيضًا بناءً على الاختلافات في الجينوم النووي من كل قصاصة. مكّن هذا الجهد الباحثين من مطابقة القصاصات المختلفة مع بعضها البعض بناءً على جيناتها، وتصويب وضع القصاصات التي رُبطت ببعضها بشكل خاطئ في الماضي.

### متحف إسرائيل في القدس ومشروع رقمنة جوجل (2011-2016)
بالشراكة مع جوجل، عمل متحف إسرائيل في القدس على تصوير مخطوطات البحر الميت وإتاحتها للجمهور رقميًا، لكنها لم تضع الصور في نطاق الملكية العامة. استخدم المصور الرئيسي للمشروع أردون بار-حاما، وفريقه كاميرا Alpa 12 MAX المصحوبة بخلفية Leaf Aptus-II من أجل إنتاج صور رقمية فائقة الدقة للمخطوطات والقصاصات. من خلال الصور الملتقطة بدقة 1200 ميجابكسل، كانت النتائج عبارة عن صور رقمية يمكن استخدامها لتمييز التفاصيل غير المرئية بالعين المجردة. ومن أجل تقليل الضرر الذي يلحق بالمخطوطات والقصاصات، استخدم المصورون وقت تعريض يبلغ 1/4000 من الثانية وأنابيب فلاش محمية من الأشعة فوق البنفسجية. قُدّرت تكلفة مشروع التصوير الرقمي في سنة 2011م بحوالي 3.5 مليون دولار أمريكي.

## الفحص العلمي

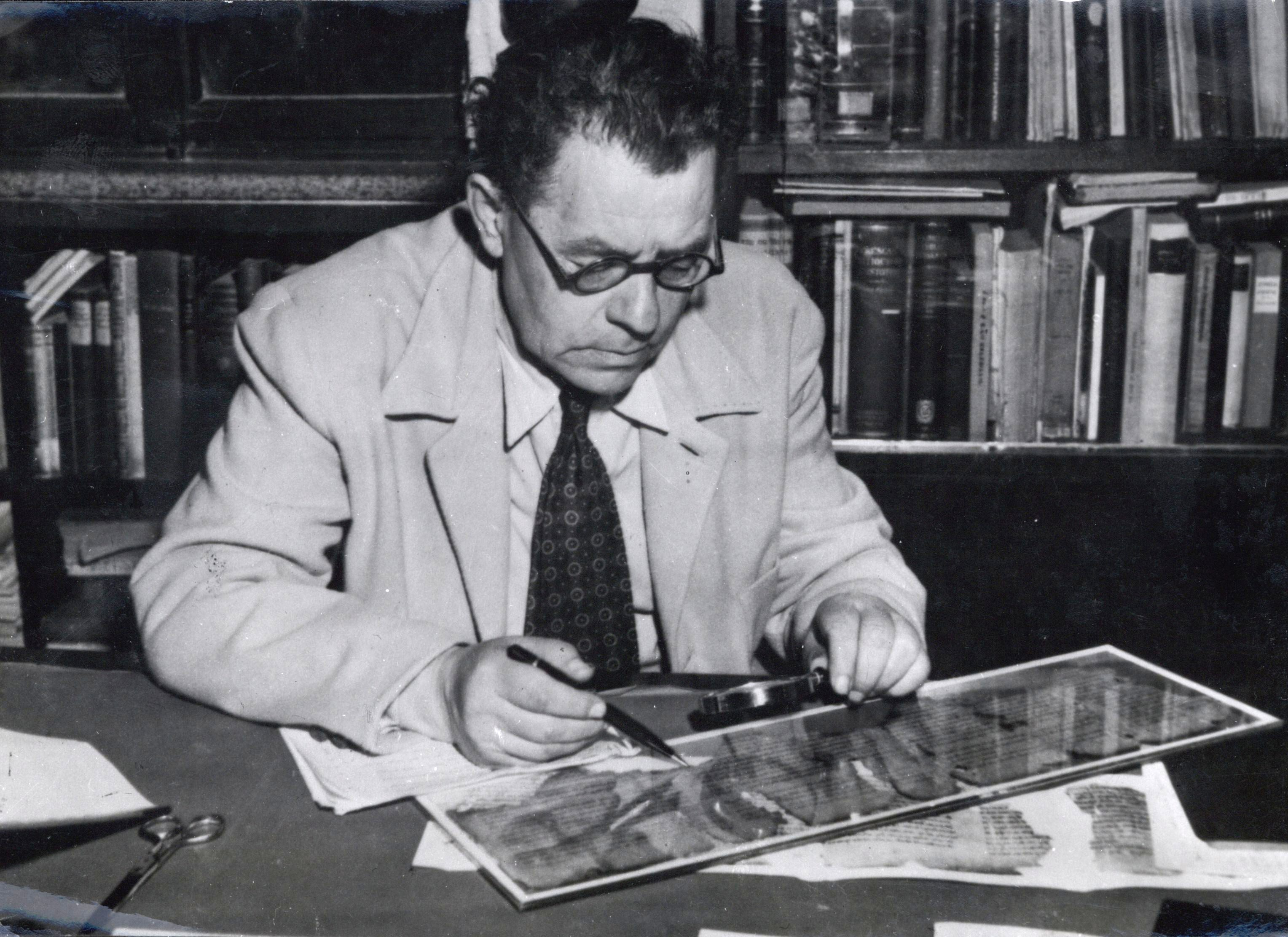
إليعازر سوكينك يفحص واحدة من مخطوطات البحر الميت سنة 1951م.

بعد نقل معظم المخطوطات والقصاصات إلى متحف فلسطين للآثار سنة 1953م، بدأ العلماء بتجميعها وتسجيلها لترجمتها ودراستها في غرفة مخصصة لذلك.
نص مخطوطات البحر الميت مكتوب بأربع لغات مختلفة: العبرية والآرامية واليونانية والنبطية.
| اللغة                   | نمط الكتابة                     | نسبة الوثائق    | فترة الاستخدام                                     |
| ----------------------- | ------------------------------- | --------------- | -------------------------------------------------- |
| اللغة العبرية           | الخط العبرية الآشوري            | تقديري 76–79%   | القرن الثالث قبل الميلاد إلى اليوم                 |
| اللغة العبرية           | كتابة عبرية مشفّرة "أ" و"ب" و"ج" | تقديري 0.9–1.0% | غير محدد                                           |
| اللغة العبرية التوراتية | الخط العبري القديم              | تقديري 1.0–1.5% | القرن العاشر قبل الميلاد حتى القرن الثاني الميلادي |
| اللغة الآرامية          | الخط آرامي                      | تقديري 16–17%   | القرن الثامن قبل الميلاد إلى الآن                  |
| اللغة اليونانية         | الخط اليوناني الكبير            | تقديري 3%       | القرن الثالث قبل الميلاد حتى القرن الثامن الميلادي |
| اللغة الآرامية النبطية  | الخط النبطي                     | تقديري 0.2%     | القرن الثاني قبل الميلاد حتى القرن الرابع الميلادي |

## النشر

### النشر الورقي والجدل

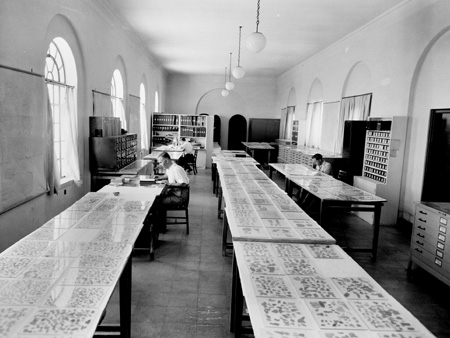
باحثون يجمّعون قصاصات مخطوطة في متحف روكفلر (متحف فلسطين للآثار سابقًا)

نُشرت بعض القصاصات والمخطوطات مبكرًا. أما المخطوطات الطويلة، فقد نشر معظمها وأكثرها اكتمالًا بعد وقت قصير من اكتشافها. نشرت طبعة للكتابات التي عُثر عليها في الكهف 1 بين سنتي 1950-1956م؛ كما سُمح بنشر طبعات لمحتويات ثمانية كهوف أخرى في سنة 1963م؛ وشهدت سنة 1965م نشر مخطوطة المزامير العظيمة المكتشفة في الكهف 11. وسرعان ما تبعتها ترجماتها إلى الإنجليزية.

#### الجدل
استغرق نشر المخطوطات عقودًا عدة، وكان تأخير نشرها مصدرًا للجدل الأكاديمي. كانت المخطوطات تحت سيطرة مجموعة صغيرة من العلماء برئاسة جون ستروجنيل، في حين لم يتمكن غالبية العلماء من الوصول إلى المخطوطات ولا حتى إلى صور النصوص. طالب علماء أمثال نورمان جولب، وناشرون وكتاب أمثال هيرشل شانكس، وغيرهم لعقود بنشر النصوص، حتى تصبح متاحة للباحثين. انتهى هذا الجدل فقط سنة 1991م، حينما تمكنت جمعية علم الآثار الكتابية من نشر "نسخة طبق الأصل لمخطوطات البحر الميت"، بعد تدخل من الحكومة الإسرائيلية وهيئة الآثار الإسرائيلية. وفي سنة 1991م، عُيّن إيمانويل توف رئيسًا لمؤسسة مخطوطات البحر الميت، وتبع ذلك نشر المخطوطات في نفس العام.

#### اكتشافات برية الخليل (1955–2009)
تمّ أول نشر لمجموعة من المخطوطات على يد دومينيك بارتيليمي وجوزيف ميليك تحت عنوان «كهف قمران الأول» سنة 1955م. ثم نشرت محتويات المخطوطات في سلسلة مكونة من 40 مجلدًا على يد دار نشر جامعة أكسفورد بين سنتي 1955-2009م تحت عنوان «اكتشافات برية الخليل». في سنة 1952م، قامت دائرة الآثار الأردنية بتكوين فريق من العلماء للبدء في فحص وتجميع وترجمة المخطوطات بهدف نشرها. بعد سلسلة من المنشورات الأخرى في أواخر الثمانينيات وأوائل التسعينيات ومع تعيين عالم النصوص الهولندي الإسرائيلي إيمانويل توف كرئيس تحرير لمشروع منشورات مخطوطات البحر الميت في سنة 1990م، تسارع نشر المخطوطات. نشر فريق توف خمسة مجلدات تغطي وثائق الكهف 4 بحلول سنة 1995م. وبين سنتي 1990-2009م، ساعد توف الفريق في إنتاج 32 مجلدًا، وأتمّوا نشر المجلد الأحير (المجلد XL) سنة 2009م.

#### الإصدار المبدئي لمخطوطات البحر الميت غير المنشورة (1991)
في سنة 1991م، أعلن الباحثان بن صهيون واتشولدر ومارتن أبيج من كلية الاتحاد العبري في سينسيناتي بولاية أوهايو، عن إنشاء برنامج حاسوبي يستخدم المخطوطة المنشورة مسبقًا لإعادة بناء النصوص غير المنشورة. كما أعلن المسؤولون في مكتبة هنتنغتون في سان مارينو بولاية كاليفورنيا بقيادة أمين المكتبة ويليام أندرو موفيت، أنهم سيسمحون للباحثين بالإطلاع غير المقيد على المجموعة الكاملة من الصور الفوتوغرافية للمخطوطات بالمكتبة. في خريف تلك السنة، نشر واتشولدر 17 وثيقة أعيد بناؤها مسبقًا سنة 1988م، وأصبحت في أيدي باحثين من خارج الفريق الدولي. وفي نفس الشهر، نشرت مجموعة كاملة من نسخ طبق الأصل من مواد الكهف 4 في مكتبة هنتنغتون. حينئذ، وافق مسؤولو هيئة الآثار الإسرائيلية على رفع القيود المفروضة منذ فترة طويلة على استخدام المخطوطات.

#### إصدار مطابق للأصل لمخطوطات البحر الميت (1991)
بعد تأخيرات عدة، مثّل المحامي ويليام جون كوكس "عميلًا لم يكشف عنه" قدّم مجموعة كاملة من الصور غير المنشورة، وتعاقد على نشرها. قام العالمان روبرت آيزنمان وجيمس روبنسون بفهرسة الصور، وكتبا مقدمة لكتاب «نسخة طبق الأصل لمخطوطات البحر الميت»، الذي نشرته جمعية علم الآثار الكتابية سنة 1991م. بعد نشر طبعة المطابقة للأصل، رفع العالم إليشع قمرون دعوى قضائية ضد هيرشيل شانكس وآيزنمان وروبنسون وجمعية علم الآثار الكتابية بتهمة انتهاكهم لحقوق الطبع والنشر، دون تصريح منه، لفكّه رموز إحدى المخطوطات، MMT. حكمت المحكمة المركزية في القدس لصالح قمرون في سبتمبر 1993م. أصدرت المحكمة أمرًا تقييديًا بحظر نشر النص المفكوك رموزه، وأمرت المتهمين بدفع مبلغ 100 ألف شيكل لقمرون بسبب انتهاك حقوق الطبع والنشر. استأنف المُدّعى عليهم أمام المحكمة العليا الإسرائيلية، لكنها وافقت على قرار المحكمة المركزية في أغسطس 2000م. كما أمرت المحكمة العليا بأن يقوم المُدّعى عليهم بتسليم جميع النسخ المخالفة إلى قمرون. قوبل القرار بانتقادات إسرائيلية ودولية من علماء قوانين حقوق الطبع والنشر.

#### نسخة طبق الأصل من إصدار دار نشر الإصدارات المطابقة للأصل، لندن (2007–2008)
في نوفمبر 2007م، كلفت مؤسسة مخطوطات البحر الميت دار نشر الإصدارات المطابقة للأصل اللندنية، بإصدار نسخة طبق الأصل لكل من مخطوطة إشعياء العظيمة (1QIsa)، وقانون المجتمع (1QS)، والتعليق على سفر حبقوق (1QpHab). احتوت الطبعة على 1948 صورة فوتوغرافية، من بينها صور لمخطوطة إشعياء وقت اكتشافها أكثر وضوحًا ودقة مقارنةً بحالة مخطوطة إشعياء اليوم.
من بين مجموعات طبق الأصل الثلاثة الأولى، عرضت واحدة في معرض «المسيحية المبكرة ومخطوطات البحر الميت» في سيول، كوريا الجنوبية، واشترت المكتبة البريطانية في لندن مجموعة ثانية منها. أُعلن في مايو 2009م عن 46 مجموعة أخرى من بينها نسخ طبق الأصل لثلاث قصاصات من الكهف 4 (من ضمن مجموعة متحف الآثار الوطني في عمان، الأردن) وهي القطع أرقام 4Q175، 4Q162، 4Q109. اقتصرت النسخ المطابقة للأصل على 49 مجموعة مرقمة من تلك النسخ إما على ورق مخطوطات معد خصيصًا أو على ورق مخطوطات حقيقي. يمكن شراء المجموعة المطابقة للأصل كاملة (ثلاث مخطوطات من بينها مخطوطة إشعياء بالإضافة إلى القصاصات الأردنية الثلاثة) بمبلغ 60 ألف دولار.
منذ ذاك الحين، عرضت النسخ المطابقة للأصل في قمران، وفي جناح أسرار مخطوطات البحر الميت في المكتبة الوطنية الفرنسية في باريس بفرنسا (2010)، وفي جناح كلمة الرب في الفاتيكان (2012).

### النشر الرقمي

#### برنامج إنجيل شجرة الزيتون (2000–2011)
سجلت جميع نصوص المخطوطات غير الكتابية تقريبًا، ووُسمت لدراسة تكوينها بواسطة مارتن أبيج الابن أستاذ كرسي بن صهيون واتشولدر لدراسات مخطوطات البحر الميت في جامعة ترينيتي الغربية الواقعة في لانجلي في مقاطعة كولومبيا البريطانية بكندا، وهي متاحة للوصول إليها بواسطة أجهزة الاتصال المحمولة من خلال برنامج إنجيل شجرة الزيتون، وعلى أجهزة Mac وWindows من خلال مجموعة شاملة من المراجع الترافقية، وعلى نظام Windows من خلال برامج Logos Bible Software وBibleWorks.

#### قارئ مخطوطات البحر الميت (2005)
صدرت جميع النصوص غير الكتابية لمخطوطات البحر الميت تقريبًا على قرص مضغوط بواسطة الناشر إي. جيه. بريل سنة 2005م. جمعت السلسلة ذات الـ 2400 صفحة والمكونة من 6 مجلدات على يد فريق تحرير بقيادة دونالد باري وإيمانويل توف. وعلى النقيض من مجموعة «اكتشافات برية الخليل» الورقية التي احتوت على ترجمة للنصوص، فإن النصوص مرتبة حسب النوع يشمل ذلك القوانين الدينية، والنصوص شبه الكتابية، والنصوص التقويمية ونصوص الحكمة، والأعمال الشعرية والطقوسية.

#### مكتبة ليون ليفي الرقمية لمخطوطات البحر الميت
في 19 أكتوبر 2010م، أُعلن أن هيئة الآثار الإسرائيلية ستقوم بمسح الوثائق باستخدام تقنية التصوير متعدد الأطياف التي طورتها وكالة ناسا لإنتاج صور عالية الدقة للنصوص. ومن ثم، من خلال الشراكة مع جوجل، أتيحت الصور على الإنترنت مجانًا، على قاعدة بيانات قابلة للبحث، ومُكمّلة بالترجمة والأدوات العلمية الأخرى.

#### موقع مخطوطات البحر الميت الرقمي
في 25 سبتمبر 2011م، أصبح موقع مخطوطات البحر الميت الرقمي التابع لمتحف إسرائيل متاحًا على الإنترنت. أتاح الموقع للمستخدمين الوصول إلى صور عالية الدقة وقابلة للبحث للمخطوطات، بالإضافة إلى مقاطع فيديو توضيحية قصيرة ومعلومات أساسية عن النصوص وتاريخها. اعتبارا من مايو 2012م، تمت رقمنة خمس مخطوطات كاملة من متحف إسرائيل على الموقع، ويمكن الوصول إليها الآن عبر الإنترنت وهي: مخطوطة إشعياء العظيمة، مخطوطة قانون المجتمع، مخطوطة التعليق على سفر حبقوق، مخطوطة الهيكل، ومخطوطة الحرب.

## أهمية المخطوطات للكتاب المقدس
قبل اكتشاف مخطوطات البحر الميت، كانت مخطوطات ماسورتية يرجع تاريخها إلى القرن العاشر الميلادي مثل مخطوطة حلب هي أقدم مخطوطات الكتاب المقدس بالعبرية، بينما المخطوطات الكتابية الموجودة بين مخطوطات البحر الميت فتسبق تلك المخطوطات بنحو ألف سنة كاملة إلى القرن الثاني قبل الميلاد. لذا، فقد كان هذا الاكتشاف مهمًا لعلماء العهد القديم الذين توقعوا أن مخطوطات البحر الميت ستؤكد أو تنفي موثوقية نقل النصوص من النصوص الأصلية إلى أقدم النصوص الماسورية الموجودة بين أيدينا اليوم. أظهر هذا الكشف دقة غير عادية في النقل على مدى ألف عام، مما يجعل من المعقول الاعتقاد بأن نصوص العهد القديم الحالية هي نسخ موثوقة من الأعمال الأصلية.
يقول الباحث في العبرية ميلر بوروس في كتابه «مخطوطات البحر الميت»:
ومن الجدير بالذكر أيضًا أنه عُثر على اختلافات بين أجزاء من النصوص. وفقًا لكتاب «مدخل أكسفورد إلى علم الآثار»:

### أسفار الكتاب المقدس التي عُثر عليها
وُجد بين مخطوطات البحر الميت 225 نصًا كتابيًا أي حوالي 22% من مجموع نصوص المخطوطات، وإذا أضفنا الأسفار القانونية الثانية يرتفع العدد إلى 235 نص كتابي. تحتوي مخطوطات البحر الميت على أجزاء من جميع أسفار تناخ الكتاب المقدس العبري وأسفار العهد القديم الأوليّة باستثناء سفر واحد. كما اشتملت أيضًا على أربعة من الأسفار القانونية الثانية المدرجة في الكتاب المقدس الكاثوليكي والأرثوذكسي الشرقي: وهي أسفار طوبيا ويشوع بن سيراخ والإصحاح السادس من سفر باروخ (المعروف أيضًا باسم رسالة إرميا)، والمزمور 151. لم يُعثر على سفر أستير في المخطوطات، ويعتقد العلماء أن سفر إستير مفقود لأن سكان قمران، نظرًا لكونهم يهود، نظروا بازدراء إلى زواجها من ملك فارسي، أو لاحتواء السفر على عيد المساخر الذي لم يكن ضمن تقويم قمران.:180 الأسفار المدرجة أدناه هي الأسفار الأكثر تكرارًا، إلى جانب الأسفار القانونية التثنية، من الكتاب المقدس الموجودة في مخطوطات البحر الميت، بما فيها نصوص الأسفار المترجمة التي كانت منها نسخ في مخطوطات البحر الميت:
| السفر                 | العدد الموجود |
| --------------------- | ------------- |
| سفر المزامير          | 39            |
| سفر التثنية           | 33            |
| سفر أخنوخ الأول       | 25            |
| سفر التكوين           | 24            |
| سفر إشعياء            | 22            |
| سفر اليوبيلات         | 21            |
| سفر الخروج            | 18            |
| سفر اللاويين          | 17            |
| سفر العدد             | 11            |
| أسفار الأنبياء الصغار | 10            |
| سفر دانيال            | 8             |
| سفر إرميا             | 6             |
| سفر حزقيال            | 6             |
| سفر أيوب              | 6             |
| سفر طوبيا             | 5             |
| سفر الملوك الثاني     | 4             |
| سفر صموئيل الأول      | 4             |
| سفر القضاة            | 4             |
| سفر نشيد الأنشاد      | 4             |
| سفر راعوث             | 4             |
| سفر مراثي إرميا       | 4             |
| سفر يشوع بن سيراخ     | 3             |
| سفر الجامعة           | 2             |
| سفر يشوع              | 2             |

### الأسفار غير القانونية
غالبية النصوص الموجودة في مخطوطات البحر الميت ليست قانونية بطبيعتها، وكان يُعتقد أنها غير ذات أهمية لفهم تكوين أو تقنين أسفار الكتاب المقدس، ولكن ظهر إجماع يرى أن العديد من هذه الأعمال جُمعت بواسطة جماعة الإسينيين بدلاً من الظن السابق أنها من تأليفهم. يدرك العلماء الآن أن بعض هذه الأعمال أُلّفت قبل فترة الأسينيين، عندما كانت بعض الأسفار التوراتية لا تزال تُكتب أو تنقح في شكلها النهائي.

## المعارض والعروض المتحفية

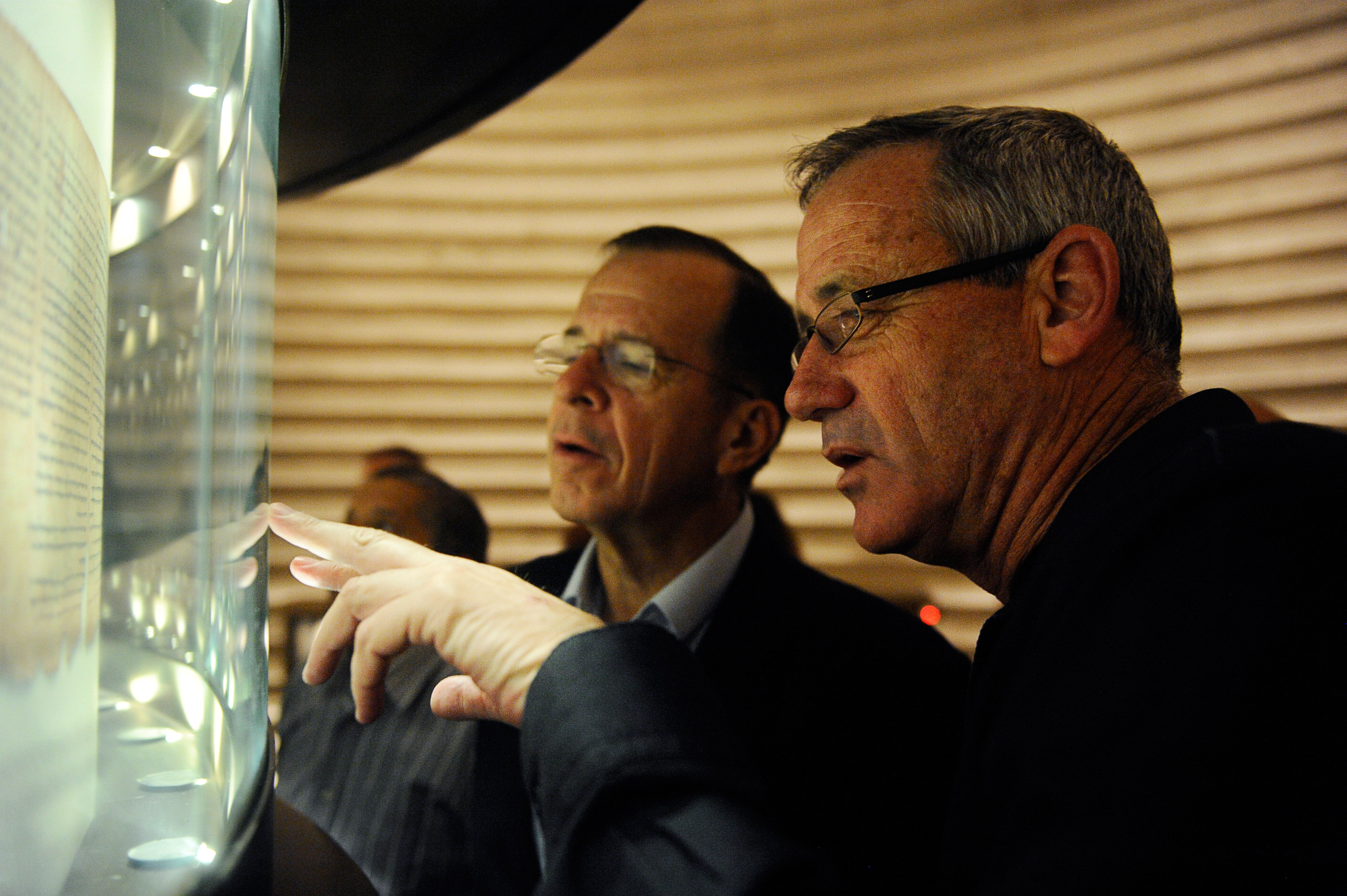
زوار يتفحصون مخطوطات البحر الميت في مزار الكتاب في القدس.

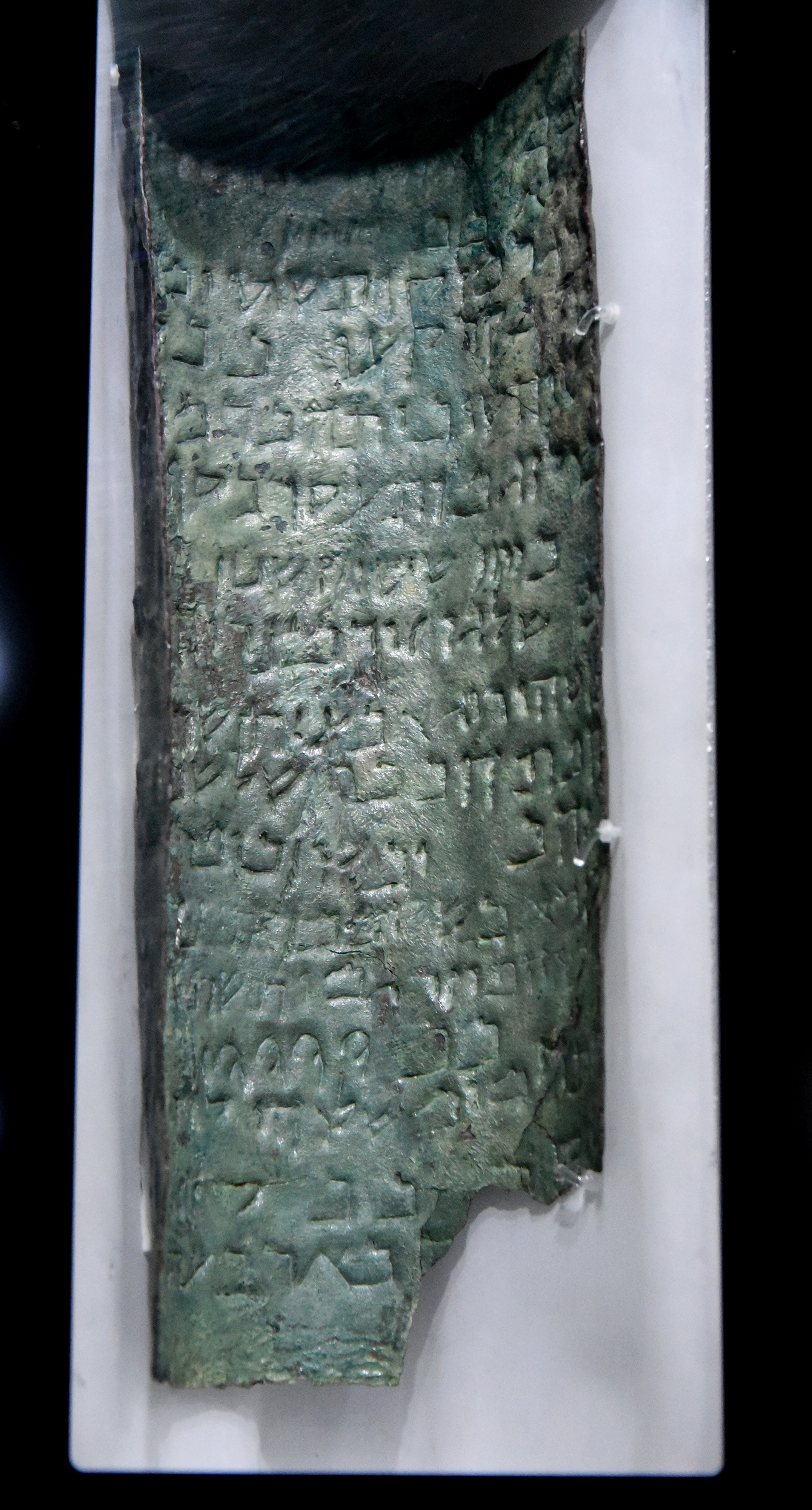
شريحة من مخطوطة نحاسية من الكهف 3 مكتوبة بلجة المشناه العبرية، من معروضات متحف الأردن، عمّان.

عرضت مؤقتًا أجزاء صغيرة من مجموعات مخطوطات البحر الميت في العروض المتحفية والأماكن العامة حول العالم. أقيمت غالبية هذه العروض في سنة 1965م في الولايات المتحدة والمملكة المتحدة، وبين سنتي 1993-2011م في مواقع حول العالم. كانت هذه العروض تمت رعاية الحكومة الأردنية (قبل حرب 1967) أو الحكومة الإسرائيلية (بعد حرب 1967). توقفت العروض بعد سنة 1965م بسبب الصراعات في الشرق الأوسط، وتباطأت بعد عام 2011 حيث تعمل هيئة الآثار الإسرائيلية على رقمنة المخطوطات ووضعها في مخزن بارد دائم.
نقلت غالبية مجموعة مخطوطات البحر الميت إلى مزار الكتاب في القدس (جزء من متحف إسرائيل) بعد اكتمال بنائه في أبريل 1965م. يقع المتحف تحت رعاية هيئة الآثار الإسرائيلية، وهي وكالة رسمية تابعة للحكومة الإسرائيلية. يضم المعرض الدائم لمخطوطات البحر الميت في المتحف نسخة من مخطوطة إشعياء العظيمة، محاطة بنسخ من أجزاء أخرى تشمل قانون المجتمع، ومخطوطة الحرب، ومخطوط مزامير عيد الشكر.
خُزّنت بعض مجموعة مخطوطات البحر الميت التي كانت بحوزة الحكومة الأردنية قبل سنة 1967م في عمان بدلًا من متحف آثار فلسطين في القدس. ونتيجة لذلك، بقي هذا الجزء من المجموعة في أيدي الأردنيين تحت إدارة دائرة الآثار الأردنية. منذ سنة 2013م، يُعرض الجزء الذي تحتفظ به الأردن في متحف الأردن في عمان. ومن بين المعروضات قطع أثرية من موقع قمران والمخطوطة النحاسية.

## الملكية
عند اكتشاف المخطوطات سنة 1947م، كانت فلسطين تحت الانتداب البريطاني، واستقرت مخطوطات البحر الميت لأول مرة في متحف آثار فلسطين. بعد حرب 1948، أصبحت الصفة الغربية تحت الإدارة الأردنية بما في ذلك القدس الشرقية، فأصبحت إدارة المتحف من مسؤولية الأردن.
في أعقاب حرب 1967، احتلت إسرائيل الضفة الغربية والقدس الشرقية. فوقع متحف آثار فلسطين (الذي أعيد تسميته بعد ذلك بوقت قصير باسم متحف روكفلر الأثري) تحت الإدارة الإسرائيلية، ونُقلت مجموعة مخطوطات البحر الميت الموجودة هناك إلى مزار الكتاب في متحف إسرائيل في القدس الغربية. يضم متحف إسرائيل معرضًا دائمًا لمخطوطات البحر الميت فيه نسخة من مخطوطة إشعياء العظيمة، محاطة بنسخ من أجزاء أخرى تشمل قانون المجتمع، ومخطوطة الحرب، ومخطوطة مزامير عيد الشكر.
قبل سنة 1967م، نقلت الأردن بعض مجموعة مخطوطات البحر الميت التي كانت بحوزتها إلي عمان. لذا، فقد بقي جزء من المجموعة في أيدي الأردنيين، تحت إدارة دائرة الآثار الأردنية. منذ سنة 2013م، يُعرض هذا الجزء الذي تحتفظ به الأردن في متحف الأردن في عمان، ومن بين المعروضات قطع أثرية من موقع قمران والمخطوطة النحاسية. تدعي إسرائيل ملكية مجموعة مخطوطات البحر الميت الموجودة حاليًا في متحف إسرائيل، لكن هذه الملكية المزعومة متنازع عليها من قبل كل من الأردن والسلطة الفلسطينية.

### التزوير ومزاعم الملكية الخاصة
اتفق البدو على ترك المخطوطات في أيدي وسيط حتى يمكن التفاوض على بيعها بشكل مربح. كان هذا الوسيط المدعو جورج إشعيا عضوًا في الكنيسة السريانية الأرثوذكسية، وسرعان تواصل مع دير مار مرقس ليقيّموا قيمة النصوص. وصلت أخبار الاكتشاف إلى المطران أثناسيوس يشوع صموئيل، المعروف بمار صموئيل. وبعد فحص المخطوطات والتشكيك في قدمها، أبدى مار صموئيل اهتمامه بشرائها. اشترى مار صموئيل أربع مخطوطات: مخطوطة إشعياء، ومخطوطة قانون المجتمع، ومخطوطة التعليق على سفر حبقوق، ومخطوطة أبوكريفون سفر التكوين. بعدئذ، ظهرت المزيد من المخطوطات في سوق الآثار، وسرعان ما استحوذ إليعازر سوكينيك وبنيامين مازار عالمي الآثار في الجامعة العبرية على ثلاث منها: مخطوطة الحرب، ومخطوطة تراتيل عيد الشكر، ومخطوطة أخرى لسفر إشعياء لكنها أكثر تجزؤًا (1QIsab).
في 1 يونيو 1954م، أعلنت صحيفة وول ستريت جورنال عن عرض أربعة من مخطوطات البحر الميت للبيع. وفي 1 يوليو 1954م، وصلت المخطوطات بعد مفاوضات دقيقة برفقة ثلاثة أشخاص من بينهم مطران إلى فندق والدورف أستوريا في نيويورك. كان المشتري بنيامين مازار ويغائيل يادين ابن إليعازر سوكينيك مقابل 250 ألف دولار (حوالي (2٬400٬000 دولار في 2020 )، ونقلت إلى القدس.
منذ سنة 2002م، ظهرت العديد من أعمال التزوير لمخطوطات البحر الميت في الأسواق السوداء. في سنة 2020م، أفاد متحف الكتاب المقدس في الولايات المتحدة أن جميع "قطع مخطوطات البحر الميت" الستة عشر التي حصلوا عليها بين سنتي 2009-2014م، كانت في الواقع مزورة حديثًا.
| المالك المزعوم                                                 | سنة الاستحواذ    | عدد القطع/المخطوطات الممتلكة |
| -------------------------------------------------------------- | ---------------- | ---------------------------- |
| جامعة أزوزا باسيفيك                                            | 2009             | 5                            |
| المعهد الشرقي في شيكاغو                                        | 1956             | 1                            |
| المدرسة اللاهوتية المعمدانية الجنوبية الغربية                  | 2009؛ 2010؛ 2012 | 8                            |
| متحف إسرائيل – الحكومة الإسرائيلية                             | 1967             | > 15,000                     |
| مجموعة مارتن شوين                                              | 1980; 1994; 1995 | 115                          |
| متحف الأردن – الحكومة الأردنية                                 | 1947–1956        | > 25                         |
| أبرشية الكنيسة السورية الأرثوذكسية الشرقية في الولايات المتحدة |                  | 1                            |
| مدرسة آشلاند اللاهوتية                                         |                  | 1                            |
| مكتبة لانيير اللاهوتية                                         |                  | 1                            |
| مجموعة باسادانيا الخاصة                                        |                  | 1                            |

### نزاعات الملكية
تتنازع ثلاث جهات رسميًا حول ملكية مخطوطات البحر الميت، وهي الأردن وإسرائيل والسلطة الفلسطينية. يرجع ذلك النزاع حول مخطوطات البحر الميت إلى الصراع العربي-الإسرائيلي حول الأرض والاعتراف بالدولة.
| جهة النزاع | دور الجهة                                       | توضيح |
| ---------- | ----------------------------------------------- | --- |
| الأردن     | جهة نزاع؛ تستحوذ على جزء صغير من المخطوطات      | تزعم أن مخطوطات البحر الميت سُرقت من متحف آثار فلسطين (متحف روكفلر الآن) الذي كان تحت إدارتها منذ سنة 1966م حتى حرب 1967 حين سيطرت القوات الإسرائيلية على المتحف، وبالتالي فهي تخضع لقواعد اتفاقية لاهاي لحماية الملكية الثقافية في حالة النزاع المسلح. تطالب الأردن بانتظام بإعادتهم، وتطلب من الدول الأخرى التي تستضيف المخطوطات إعادتها إلى الأردن بدلاً من إسرائيل، بدعوى أن لديها وثائق قانونية تثبت ملكية الأردن للمخطوطات. |
| إسرائيل    | جهة نزاع؛ مستحوذة على الجزء الأكبر من المخطوطات | بعد حرب 1967، استولت إسرائيل على المخطوطات ونقلتها إلى مزار الكتاب في متحف إسرائيل. تعارض إسرائيل ادعاءات الأردن، وتقول إن الأردن لم تمتلك أبدًا المخطوطات بشكل قانوني، لأنها كان تحتل بصفة غير قانونية المتحف والمنطقة. |
| فلسطين     | جهة نزاع                                        | تدّعي السلطة الفلسطينية أيضًا ملكيتها للمخطوطات. |

### نزاعات حقوق النشر
هناك ثلاثة فئات من الوثائق المتعلقة بمخطوطات البحر الميت والتي يمكن اعتبار حالة حقوق النشر فيها غامضة؛ الوثائق نفسها، والصور الملتقطة من الوثائق، ونسخ الوثائق. نشأ هذا الغموض عن الاختلافات في قوانين حقوق التأليف والنشر عبر البلدان المختلفة والتفسير المتغير لهذه القوانين.
في سنة 1992م، رُفعت قضية حقوق نشر «قمرون ضد شانكس» أمام المحكمة الجزئية الإسرائيلية، حيث رفعها الباحث إليشع قمرون ضد هيرشل شانكس من جمعية علم الآثار الكتابية بسبب انتهاكات قانون حقوق النشر الأمريكي فيما يتعلق بنشر شانكس لنصوص إحدى مخطوطات البحر الميت التي فكّ قمرون رموزها في كتاب شانكس «طبعة طبق الأصل من مخطوطات البحر الميت» دون إذن قمرون. قامت دعوى قمرون ضد جمعية علم الآثار الكتابية على أساس أن البحث الذي نشروه كان ملكيته الفكرية لأنه فك رموز حوالي 40٪ من النص المنشور. في سنة 1993م، حكمت قاضية المحكمة الجزئية داليا دورنر لصالح المُدعي إليشع قمرون استنادًا إلى قوانين حقوق الطبع والنشر الأمريكية والإسرائيلية، مع منح أعلى تعويض يسمح به القانون ضد هيرشل شانكس وآخرين لصالح قمرون. وفي الاستئناف سنة 2000م أمام القاضي أهارون باراك، تم تأييد الحكم في المحكمة العليا الإسرائيلية لصالح قمرون.
عارض ديفيد نيمر أستاذ حقوق النشر الأمريكي الحكم موضحًا أن حكم المحكمة لم يؤكد فقط على أن "فك رموز نص" المخطوطات يندرج تحت حقوق الطبع والنشر للأفراد أو المجموعات، ولكنه أوضح أن مخطوطات البحر الميت نفسها لا تندرج تحت قانون حقوق الطبع والنشر، وأن العلماء لديهم درجة من "الحرية" في الاطلاع على النصوص. وقال نيمر أن تلك الحرية نظريًا قابلة للتطبيق، ولكن عمليًا لم تكن موجودة حيث كانت سلطة الآثار الإسرائيلية تحجّم بشدة الوصول إلى المخطوطات والصور الفوتوغرافية الخاصة بالمخطوطات.

### الاستشهادات
1. 1 2  "The Digital Dead Sea Scrolls: Nature and Significance". Israel Museum Jerusalem. مؤرشف من الأصل في 2023-06-09. اطلع عليه بتاريخ 2023-11-04.
2. ↑  "Dead Sea Scrolls | Definition, Discovery, History, & Facts | Britannica". www.britannica.com (بالإنجليزية). Archived from the original on 2023-12-16. Retrieved 2021-11-17.
3. ↑  Lash, Mordechay; Goldstein, Yossi; Shai, Itzhaq (2020). "Underground-Archaeological Research in the West Bank, 1947–1968: Management, Complexity, and Israeli Involvement". Bulletin of the History of Archaeology (بالإنجليزية). 30. DOI:10.5334/bha-650. S2CID:229403120.
4. ↑  Duhaime، Bernard؛ Labadie، Camille (18 سبتمبر 2020). "Intersections and Cultural Exchange: Archaeology, Culture, International Law and the Legal Travels of the Dead Sea Scrolls". Canada's Public Diplomacy. Palgrave Macmillan Series in Global Public Diplomacy. Cham: Springer International Publishing. ص. 146. DOI:10.1007/978-3-319-62015-2_6. ISBN:978-3-319-62014-5. ISSN:2731-3883. S2CID:236757632. ومن ثم، فإن السلطة الفلسطينية والأردن تبنيان مطالباتهما على أسس جغرافية (أماكن اكتشاف المخطوطات)، وإنسانية (الفقدان غير القانوني بعد احتلال إسرائيل للقدس الشرقية) وقانونية (يزعمان أن لديهما دلائل على شراء عدة مخطوطات) في حين أن من جانبها، ترتكز ادعاءات إسرائيل في المقام الأول على مفاهيم دينية، وتستحضر التاريخ المقدس للشعب اليهودي، وتذكر أن المخطوطات المكتشفة في قمران هي، في غالبيتها، أقدم النسخ المعروفة من النصوص الكتابية، وبالتالي فهي ذات أهمية أساسية بالنسبة لإسرائيل. التراث التاريخي والديني لليهودية.
5. ↑  "Hebrew University Archaeologists Find 12th Dead Sea Scrolls Cave". The Hebrew University of Jerusalem. مؤرشف من الأصل في 2017-06-02. اطلع عليه بتاريخ 2017-06-07.
6. ↑  Donahue، Michelle Z. (10 فبراير 2017). "New Dead Sea Scroll Find May Help Detect Forgeries". nationalgeographic.com. مؤرشف من الأصل في 2018-06-15. اطلع عليه بتاريخ 2017-11-19.
7. ↑  Ofri، Ilani (13 مارس 2009). "Scholar: The Essenes, Dead Sea Scroll 'authors,' never existed". Ha'aretz. مؤرشف من الأصل في 2018-01-06. اطلع عليه بتاريخ 2017-05-26.
8. ↑  Golb، Norman (5 يونيو 2009). "On the Jerusalem Origin of the Dead Sea Scrolls" (PDF). Chicago Oriental Institute. مؤرشف (PDF) من الأصل في 2010-06-10. اطلع عليه بتاريخ 2010-05-11.
9. ↑  Vermes، Geza (1977). The Dead Sea Scrolls. Qumran in Perspective. London: Collins. ص. 15. ISBN:978-0002161428.
10. ↑  "Languages and Scripts". Leon Levy Dead Sea Scrolls Digital Library. مؤرشف من الأصل في 2024-01-02. اطلع عليه بتاريخ 2023-11-01.
11. ↑  McCarthy، Rory (27 أغسطس 2008). "From papyrus to cyberspace". The Guardian. مؤرشف من الأصل في 2016-12-22. اطلع عليه بتاريخ 2016-12-17.
12. 1 2  "The Digital Library: Introduction". Leon Levy Dead Sea Scrolls Digital Library. مؤرشف من الأصل في 2024-01-02. اطلع عليه بتاريخ 2023-11-01.
13. ↑  Leaney, A. R. C. From Judaean Caves: The Story of the Dead Sea Scrolls. p. 27, Religious Education Press, 1961.
14. 1 2  Abegg, Jr.، Martin؛ Flint، Peter؛ Ulrich، Eugene (2002). The Dead Sea Scrolls Bible: The Oldest Known Bible Translated for the First Time into English. San Francisco: Harper. ص. xiv–xvii. ISBN:0060600640. اطلع عليه بتاريخ 2023-11-24.
15. ↑  "Dead Sea Scrolls". virtualreligion.net. مؤرشف من الأصل في 2005-02-05. اطلع عليه بتاريخ 2005-01-25.
16. ↑  Humphries, Mark. Early Christianity نسخة محفوظة 14 February 2019 على موقع واي باك مشين.. 2006.
17. 1 2 3  Evans، Craig (2010). Guide to the Dead Sea Scrolls.
18. 1 2 3 4  Trever، John C. (2003). The Dead Sea Scrolls: A Personal Account. Piscataway: Gorgias Press LLC. ISBN:978-1593330422.
19. 1 2 3 4 5 6 7 8 9 10 11 12  VanderKam، James؛ Flint، Peter (2005). The Meaning of the Dead Sea Scrolls: Their Significance For Understanding the Bible, Judaism, Jesus, and Christianity. A&C Black. ص. 5. ISBN:978-0567084682. مؤرشف من الأصل في 2013-10-09. اطلع عليه بتاريخ 2013-03-15.
20. ↑  Trstensky، Frantisek. "The Archaeological Site of Qumran and the Personality of Roland De Vaux" (PDF). مؤرشف من الأصل (PDF) في 2013-03-26. اطلع عليه بتاريخ 2012-05-22.
21. 1 2 3 4 5 6 7 8  VanderKam، James C. (1994). The Dead Sea Scrolls Today. Grand Rapids: Eerdmans. ص. 10–11. ISBN:978-0802807366.
22. 1 2 3  S.S.L. Frantisek Trstensky. "The Archaeological Site of Qumran and the Personality of Roland De Vaux" (PDF). مؤرشف من الأصل (PDF) في 2013-03-26. اطلع عليه بتاريخ 2012-05-22.
23. 1 2 3  "Dead Sea Scrolls: Timetable". The Gnostic Society Library. مؤرشف من الأصل في 2003-08-16. اطلع عليه بتاريخ 2012-05-23.
24. ↑  "Digital Dead Sea Scrolls at the Israel Museum, Jerusalem – Discovery". مؤرشف من الأصل في 2023-12-20. اطلع عليه بتاريخ 2023-11-04.
25. ↑  Yizhar Hirschfeld (2002). "Qumran in the Second Temple Period: Reassessing the Archaeological Evidence" (PDF). Liber Annuus. ج. 52: 279–281. مؤرشف من الأصل (PDF) في 2006-05-17. اطلع عليه بتاريخ 2016-01-23. Some of these caves, such as 4 and 5, are located ca. 160 yd from the site, while others, such as 1, 2, 3 and 11, are at a distance of 1 mile to its north (Fig. 12)
26. ↑  Martinez/Tigchelaar (1999). The Dead Sea Scrolls Edition, Caves 1 to 11 & more (Enoch Aramaic fragments and translation by Milik: Hénoc au pays des aromates, pp. 413, 425, 430) نسخة محفوظة 2023-04-04 على موقع واي باك مشين.
27. 1 2  "Hebrew University Archaeologists Find 12th Dead Sea Scrolls Cave" (Press release). Hebrew University of Jerusalem. 8 فبراير 2017. مؤرشف من الأصل في 2017-02-09. اطلع عليه بتاريخ 2017-02-09.
28. 1 2  McKernan، Bethan (2017). "New Dead Sea Scrolls cave filled with ancient artefacts discovered for first time in 60 years". The Independent. مؤرشف من الأصل في 2017-11-15. اطلع عليه بتاريخ 2017-11-02.
29. ↑  Zion، Ilan (16 مارس 2021). "Israeli experts announce discovery of more Dead Sea scrolls". APNews. مؤرشف من الأصل في 2023-07-28. اطلع عليه بتاريخ 2021-03-16.
30. ↑  "Israel Finds New Dead Sea Scrolls, First Such Discovery in 60 Years". Haaretz. 16 مارس 2021. مؤرشف من الأصل في 2023-04-04.
31. ↑  Kershner, Isabel (16 Mar 2021). "Israel Reveals Newly Discovered Fragments of Dead Sea Scrolls". The New York Times (بالإنجليزية الأمريكية). ISSN:0362-4331. Archived from the original on 2021-03-16. Retrieved 2021-04-02.
32. ↑  "Newly discovered fragments of Dead Sea Scrolls reveal hidden ancient Bible texts". NBC News (بالإنجليزية). 18 Mar 2021. Archived from the original on 2023-07-19. Retrieved 2021-04-02.
33. ↑  Wise، Michael؛ Abegg Jr.، Martin؛ Cook، Edward (2005). The Dead Sea Scrolls. New York: Harper San Francisco. ص. 5. ISBN:978-0060766627. | Les manuscrits de la Mer Morte avec textes originaux traduits en français par I. Fortunato)
34. ↑  Humphries, Mark. Early Christianity. 2006.
35. ↑  Vermes، Geza (1998). The Complete Dead Sea Scrolls in English. London: Penguin. ISBN:0-14-024501-4..
36. ↑  British Museum Collection نسخة محفوظة 2023-12-08 على موقع واي باك مشين.
37. ↑  S.S.L. Frantisek Trstensky. "The Archaeological Site Of Qumran and the Personality Of Roland De Vaux" (PDF). مؤرشف من الأصل (PDF) في 2023-10-07. اطلع عليه بتاريخ 2012-05-22.
38. ↑  "Dead Sea Scrolls: Timetable". The Gnostic Society Library. مؤرشف من الأصل في 2023-07-30. اطلع عليه بتاريخ 2012-05-23.
39. ↑  Milik (1957). "Dix ans de découverte dans le désert de Juda" | Discoveries in the Judaean Desert; Milik (1976). The Books of Enoch: Aramaic Fragments Qumran Cave 4 with the collaboration of Black M.
40. ↑  Baillet, Maurice ed. Les 'Petites Grottes' de Qumrân (ed., vol. 3 of Discoveries in the Judaean Desert; Oxford: Oxford University Press, 1962), 144–45, pl. XXX.
41. ↑  Muro, Ernest A., "The Greek Fragments of Enoch from Qumran Cave 7 (7Q4, 7Q8, &7Q12 = 7QEn gr = Enoch 103:3–4, 7–8)," Revue de Qumran 18 no. 70 (1997).
42. ↑  Puech, Émile, "Sept fragments grecs de la Lettre d'Hénoch (1 Hén 100, 103, 105) dans la grotte 7 de Qumrân (= 7QHén gr)," Revue de Qumran 18 no. 70 (1997).
43. 1 2  Humbert and Chambon, Excavations of Khirbet Qumran and Ain Feshkha, 67.
44. 1 2  Florentino Garcia Martinez؛ Eibert J. C. Tigchelaar (1995). The Dead Sea Scrolls Study Edition. Grand Rapids, MI: Eerdmans. ج. 1. ISBN:9780802844934.
45. 1 2  Fitzmyer، Joseph A. (2008). A Guide to the Dead Sea Scrolls and Related Literature. Grand Rapids, MI: William B. Eerdmans Publishing Company. ص. 104, 109. ISBN:978-0802862419. مؤرشف من الأصل في 2016-11-15. اطلع عليه بتاريخ 2019-03-09.
46. ↑  Baillet ed. Les 'Petites Grottes' de Qumrân (ed.), 147–62, pl. XXXIXXXV.
47. ↑  Stegemann, Hartmut. "The Qumran Essenes: Local Members of the Main Jewish Union in Late Second Temple Times." Pages 83–166 in The Madrid Qumran Congress: Proceedings of the International Congress on the Dead Sea Scrolls, Madrid, 18–21 March 1991, Edited by J. Trebolle Barrera and L. Vegas Montaner. Vol. 11 of Studies on the Texts of the Desert of Judah. Leiden: Brill, 1992.
48. ↑  Shanks، Hershel (يوليو–أغسطس 1994). "An Interview with John Strugnell". Biblical Archaeology Review. مؤرشف من الأصل في 6 July 2010. اطلع عليه بتاريخ 21 October 2010.
49. 1 2  Grossman, Maxine. Rediscovering the Dead Sea Scrolls. pp. 66–67. 2010.
50. ↑  De-Looijer، G. A. M. (2013). The Qumran paradigm: A critical evaluation of some foundational hypotheses in the construction of the 'Qumran Sect (Doctoral). PhD Thesis, Durham University. ص. 1–13. مؤرشف من الأصل في 2018-07-28. اطلع عليه بتاريخ 2019-04-12.
51. ↑  de Vaux, Roland, Archaeology and the Dead Sea Scrolls (Schweich Lectures of the British Academy, 1959). Oxford: Oxford University Press, 1973.
52. ↑  Milik, Józef Tadeusz, Ten Years of Discovery in the Wilderness of Judea, London: SCM, 1959.
53. ↑  For Sowmy, see: Trever, John C., The Untold Story of Qumran, (Westwood: Fleming H. Revell Company, 1965), p. 25.
54. ↑  Schiffman, Lawrence H., Reclaiming the Dead Sea Scrolls: their True Meaning for Judaism and Christianity, Anchor Bible Reference Library (Doubleday) 1995.
55. ↑  O'Callaghan–Martínez, Josep, Cartas Cristianas Griegas del Siglo V, Barcelona: E. Balmes, 1963.
56. ↑  Eisenman, Robert H. James, the Brother of Jesus: The Key to Unlocking the Secrets of Early Christianity and the Dead Sea Scrolls. 1st American ed. New York: Viking, 1997.
57. ↑  Chernoivanenko, Vitaly. "The Jerusalem Theory of the Dead Sea Scrolls Authorship: Origins, Evolution, and Discussions نسخة محفوظة 17 March 2016 على موقع واي باك مشين.," in Ukrainian Orientalistics: Special Issue on Jewish Studies, Кyiv: NaUKMA Omeljan Pritsak Center for Oriental Studies, 2011: 9–29.
58. ↑  Rengstorf, Karl Heinrich. Hirbet Qumran und die Bibliothek vom Toten Meer. Translated by J. R. Wilkie. Stuttgart: Kohlhammer Verlag, 1960.
59. ↑  Golb, Norman, On the Jerusalem Origin of the Dead Sea Scrolls, University of Chicago Oriental Institute, 5 June 2009.
60. ↑  Golb, Norman, Who Wrote the Dead Sea Scrolls? The Search for the Secret of Qumran, New York: Scribner, 1995.[بحاجة لمُعرِّف الكتاب] [بحاجة لرقم الصفحة]
61. ↑  Hirschfeld, Yizhar, Qumran in Context: Reassessing the Archaeological Evidence, Peabody: Hendrickson Publishers, 2004. [بحاجة لمُعرِّف الكتاب][بحاجة لرقم الصفحة]
62. ↑  Yizhak، Magen؛ Peleg، Yuval (2007). "The Qumran Excavations 1993–2004: Preliminary Report, JSP 6" (PDF). Jerusalem: Israel Antiquities Authority. مؤرشف (PDF) من الأصل في 2007-11-28. اطلع عليه بتاريخ 2007-11-07.
63. ↑  Doudna, G. "Carbon-14 Dating", in Encyclopedia of the Dead Sea Scrolls, Schiffman, Lawrence, Tov, Emanuel, & VanderKam, James, eds., Vol. 1 (Oxford: 2000)
64. 1 2  Grossman, Maxine. "Rediscovering the Dead Sea Scrolls." pp. 48–51. 2010.
65. ↑  Schofield, Alison. "From Qumran to the Yahad." p. 81. 2009.
66. ↑  Nir-El، Yoram؛ Broshi، Magen (2009). "The Black Ink of the Qumran Scrolls". Dead Sea Discoveries. ج. 3 ع. 2: 157–167. DOI:10.1163/156851796X00183. JSTOR:4201558.
67. 1 2 3  "Shepherds, Scholars and the Dead Sea Scrolls". itsgila.com. مؤرشف من الأصل في 2013-04-26. اطلع عليه بتاريخ 2012-06-01.
68. 1 2  Nir-El، Yoram؛ Broshi، Magen (2007). "The Red Ink of the Dead Sea Scrolls". Archaeometry. ج. 38 ع. 1: 97–102. DOI:10.1111/j.1475-4754.1996.tb00763.x.
69. 1 2  Magness, Jodi. The Archaeology of Qumran and the Dead Sea Scrolls. p. 33. 2002.
70. ↑  McFarlane, Callie. A Clear Destiny. p. 126. 2011.
71. 1 2  Benjamin Sommers (8 نوفمبر 2006). "Scientists Decode Dead Sea Scrolls with DNA and Infrared Digital Photography". AAAS. مؤرشف من الأصل في 2009-10-13.
72. ↑  "Dead Sea Scrolls Made Locally, Tests Show". Discovery. 10 مايو 2017. مؤرشف من الأصل في 2012-08-14. اطلع عليه بتاريخ 2012-06-01.
73. ↑  "The Dead Sea". Library of Congress. مؤرشف من الأصل في 2017-01-20. اطلع عليه بتاريخ 2017-12-29.
74. ↑  "Saving the Dead Sea Scrolls for the Next 2000 Years, Dodo Joseph Shenhav, Biblical Archaeology Review, Jul/Aug 1981 – CojsWiki". cojs.org. مؤرشف من الأصل في 2013-12-02.
75. 1 2 3 4 5 6 7  Pnina Shor. "Conservation of the Dead Sea Scrolls". Israel Antiquities Authority. مؤرشف من الأصل في 2012-05-23. اطلع عليه بتاريخ 2012-06-13.
76. 1 2 3  Burrows, Millar. More Light on the Dead Sea Scrolls. 1958.
77. ↑  "West meets East – The Story of the Rockefeller Museum". imj.org.il. The Israel Museum, Jerusalem. مؤرشف من الأصل في 2013-10-05. اطلع عليه بتاريخ 2014-02-18.
78. 1 2  Fitzmyer, Joseph A. Responses to 101 Questions on the Dead Sea Scrolls. 1992.
79. ↑  "Nine unopened Dead Sea Scrolls found". Fox News. 24 مارس 2015. مؤرشف من الأصل في 2014-03-13. اطلع عليه بتاريخ 2014-03-13.
80. ↑  "Nine manuscripts with biblical text unearthed in Qumran". ANSAmed. 27 فبراير 2014. مؤرشف من الأصل في 2014-03-14. اطلع عليه بتاريخ 2014-03-13.
81. ↑  "Dead Sea Scrolls". Biblical Archaeology Society. مؤرشف من الأصل في 2012-05-31.
82. ↑  Israel Antiquities Authority Personnel Records. Dated 1952 and 1960
83. ↑  Verhoeven، G. (2008). "Imaging the invisible using modified digital still cameras for straightforward and low-cost archaeological near-infrared photography". Journal of Archaeological Science. ج. 35 ع. 12: 3087–3100. Bibcode:2008JArSc..35.3087V. DOI:10.1016/j.jas.2008.06.012.
84. ↑  Dorrell, Peter G. Photography in Archaeology and Conservation 2nd Edition. 1994
85. ↑  American Schools of Oriental Research. The Biblical Archaeologist. Volumes 55–56. 1992.
86. ↑  Shanks, Hershel. Freeing the Dead Sea Scrolls: And Other Adventures of an Archaeology Outsider (2010)
87. 1 2 3  "Seeing into the Past". NASA. مؤرشف من الأصل في 2012-05-03. اطلع عليه بتاريخ 2012-05-31.
88. 1 2  "Multi-Spectral Digital Imaging of Dead Sea Scrolls and Other Ancient Documents" (PDF). مؤرشف من الأصل (PDF) في 2010-05-27. اطلع عليه بتاريخ 2012-05-31.
89. ↑  Elena Libman, Tania Bitler and Pnina Shor. "Conservation, Science and Scholarly Collaboration". Israel Antiquities Authority. مؤرشف من الأصل في 2012-01-21. اطلع عليه بتاريخ 2012-06-09.
90. ↑  Miller، Eyal (18 ديسمبر 2012). "Official Blog: "In the beginning"... bringing the scrolls of Genesis and the Ten Commandments online". Googleblog.blogspot.co.il. مؤرشف من الأصل في 2013-01-01. اطلع عليه بتاريخ 2013-03-26.
91. 1 2  "Dead seascrolls.org/il". مؤرشف من الأصل في 2023-08-01. اطلع عليه بتاريخ 2023-11-01.
92. ↑  "The Digital Library: About the Project". The Dead Sea Scrolls. مؤرشف من الأصل في 2024-01-02. اطلع عليه بتاريخ 2023-11-01.
93. ↑  Anava، Sarit؛ Neuhof، Moran؛ Gingold، Hila؛ Sagy، Or؛ Munters، Arielle؛ Svensson، Emma M.؛ Afshinnekoo، Ebrahim؛ Danko، David؛ Foox، Jonathan؛ Shor، Pnina؛ Riestra، Beatriz؛ Huchon، Dorothée؛ Mason، Christopher E.؛ Mizrahi، Noam؛ Jakobsson، Mattias؛ Rechavi، Oded (2020). "Illuminating Genetic Mysteries of the Dead Sea Scrolls". Cell. ج. 181 ع. 6: 1218–1231.e27. DOI:10.1016/j.cell.2020.04.046. PMID:32492404. S2CID:219300081.
94. ↑  "DNA Unlocks the Secrets of the Dead Sea Scrolls". Haaretz. مؤرشف من الأصل في 2020-06-13. اطلع عليه بتاريخ 2020-06-13.
95. 1 2  "Digital Dead Sea Scrolls at the Israel Museum, Jerusalem – The Project". مؤرشف من الأصل في 2023-03-26. اطلع عليه بتاريخ 2023-11-04.
96. 1 2  "Welcome to nginx!". مؤرشف من الأصل في 2012-01-11.
97. ↑  "Archaeology: Fragments of history". 26 يوليو 2009. مؤرشف من الأصل في 2013-11-08. اطلع عليه بتاريخ 2012-06-14.
98. ↑  "Frequently asked questions". مؤرشف من الأصل في 2012-05-19. اطلع عليه بتاريخ 2012-06-19.
99. ↑  Wise, Michael et al. "A New Translation: The Dead Sea Scrolls." p. 375. 1996.
100. ↑  Day، Charles. "Those who are persecuted because of righteousness, are those who pursue righteousness: an examination of the origin and meaning Matthew 5:10" (PDF). مؤرشف من الأصل (PDF) في 2013-05-01. اطلع عليه بتاريخ 2012-06-18.
101. 1 2 3  Elledge, C.D. The Bible and the Dead Sea Scrolls. p. 88. 2005.
102. ↑  Reeves, John C. and Kampen, John. Pursuing the Text. pp. 111–112. 1994.
103. 1 2  Glob, Norman. Who Wrote the Dead Sea Scrolls. 2012.
104. ↑  Wise, Michael et al. A New Translation: The Dead Sea Scrolls. p. 9. 1996.
105. 1 2  Schiffman, Lawrence H. et al. "The Dead Sea scrolls: fifty years after their discovery: proceedings of the Jerusalem Congress, July 20–25, 1997." 1997.
106. ↑  "Copies of Dead Sea Scrolls To Go Public – Release Would End Scholars' Dispute'". The Seattle Times. 22 سبتمبر 1991. مؤرشف من الأصل في 2013-10-21. اطلع عليه بتاريخ 2013-05-02.
107. 1 2  "DJD Index". Hebrew University. مؤرشف من الأصل في 2012-05-19. اطلع عليه بتاريخ 2012-06-12.
108. ↑  "The Dead Sea Scrolls". Your Bible Quotes. 28 يوليو 2014. مؤرشف من الأصل في 2014-08-09. اطلع عليه بتاريخ 2014-07-28.
109. ↑  HUC-JIR Mourns Dr. Ben Zion Wacholder، Hebrew Union College – Jewish Institute of Religion، 31 مارس 2011، مؤرشف من الأصل في 2015-11-18، اطلع عليه بتاريخ 2015-11-17
110. ↑  "Dead Sea Scrolls". Encyclopædia Britannica. مؤرشف من الأصل في 2009-04-12. اطلع عليه بتاريخ 2009-06-26.
111. ↑  Eisenman, Robert H and James Robinson, A Facsimile Edition of the Dead Sea Scrolls in two volumes (Biblical Archaeology Society of Washington, DC, Washington, DC, 1991).
112. ↑  Civil Case (Jer) 41/92 Qimron v. Shanks et al. (30 March 1993) [Hebrew].
113. ↑  Unofficial translation of "CA 2709/93, 2811/93 Eisenman et al v. Qimron (30 August 2000)" (PDF). مؤرشف (PDF) من الأصل في 2013-05-20. اطلع عليه بتاريخ 2010-06-27.
114. ↑  Birnhack، Michael D. (30 مايو 2006)، The Dead Sea Scrolls Case: Who Is an Author?، 23 (3) EIPR 128 (2001)، SSRN:905114
115. ↑  Roberta Rosenthal Kwall, "Inspiration and Innovation: The Intrinsic Dimension of the Artistic Soul" 81 Notre Dame L. Rev.. 1945 (2006)
116. ↑  David Nimmer, Authorship and Originality, 38 Houston L. Rev. 1, 159 (2001)
117. ↑  Urszula Tempska, "Originality after the Dead Sea Scrolls Decision: Implications for the American Law of Copyright", 6 Marq. Intell. Prop. L. Rev. 119 (2002)
118. ↑  Timothy H. Lim, "Intellectual Property and the Dead Sea Scrolls", Dead Sea Discoveries Vol 9, No. 2 (2002) p. 187
119. 1 2 3  Georgson، Seth (2012). Book Digitization: a Practical and Urgent Necessity for the Wisconsin Evangelical Lutheran Synod (PDF) (M.Divinity). Wisconsin Lutheran Seminary. ص. 26. مؤرشف من الأصل (PDF) في 2023-10-13. اطلع عليه بتاريخ 2012-12-15.[وصلة مكسورة]
120. ↑  Simon Rocker (16 نوفمبر 2007)، The Dead Sea Scrolls...made in St John's Wood، The Jewish Chronicle، مؤرشف من الأصل في 2011-07-26
121. ↑  Jorg von Uthmann (18 يونيو 2010)، Exhibit offers context for Dead Sea Scrolls، HeraldTribune.com، مؤرشف من الأصل في 2015-11-18، اطلع عليه بتاريخ 2015-11-17
122. ↑  ""Verbum Domini" Bible Exhibit opens in Vatican". News.va. 29 فبراير 2012. مؤرشف من الأصل في 2015-11-18. اطلع عليه بتاريخ 2015-11-17.
123. ↑  "Qumran (non-biblical texts)". olivetree.com. مؤرشف من الأصل في 2012-06-23. اطلع عليه بتاريخ 2012-06-13.
124. 1 2  "From Other Publishers: Dead Sea Scrolls Reader Released." http://maxwellinstitute.byu.edu/publications/insights/?vol=25&num=2&id=423 نسخة محفوظة 1 July 2013 على موقع واي باك مشين.
125. ↑  "The Dead Sea Scrolls Reader (6 vols)". brill.nl. أكتوبر 2004. مؤرشف من الأصل في 2011-07-11. اطلع عليه بتاريخ 2012-06-13.
126. ↑  Joseph Krauss (19 أكتوبر 2010). "Israel to put Dead Sea scrolls online". Yahoo! News/AFP. مؤرشف من الأصل في 2010-10-23. اطلع عليه بتاريخ 2010-10-20.
127. ↑  "Dead Sea Scrolls Digital Project at the Israel Museum, Jerusalem". مؤرشف من الأصل في 2023-07-03. اطلع عليه بتاريخ 2023-11-04.
128. ↑  Miller، Eyal (26 سبتمبر 2011). "Official Blog: From the desert to the web: bringing the Dead Sea Scrolls online". Googleblog.blogspot.co.il. مؤرشف من الأصل في 2012-11-18. اطلع عليه بتاريخ 2013-03-26.
129. ↑  Rabinovich، Abraham (26 مارس 2010). "A sound in silence". Jerusalem Post. مؤرشف من الأصل في 2013-11-01. اطلع عليه بتاريخ 2015-08-29.
130. ↑  Johannes Van Der Plitch. Radiocarbon dating and the dead sea scrolls: A comment on 'Redating' (PDF). Center for Isotope Research, Groningen University and Faculty of Archaeology, Leiden University. مؤرشف من الأصل (PDF) في 2014-09-14.
131. ↑  Burrows، Millar (1986). The Dead Sea Scrolls. Chicago: Moody Press. ص. 304.
132. ↑  Fagan, Brian M., and Charlotte Beck, The Oxford Companion to Archeology, entry on the "Dead sea scrolls", Oxford University Press, 1996.
133. 1 2  Martin G. Abegg؛ Peter Flint؛ Eugene Ulrich (2012). The Dead Sea Scrolls Bible. HarperCollins. ص. 16–. ISBN:978-0062031129. مؤرشف من الأصل في 2014-01-01. اطلع عليه بتاريخ 2013-04-03.
134. ↑  "The Dead Sea Scrolls". Neal A. Maxwell Institute for Religious Scholarship. مؤرشف من الأصل في 2012-08-06. اطلع عليه بتاريخ 2012-06-13.
135. ↑  Gaster, Theodor H., The Dead Sea Scriptures, Peter Smith Pub Inc., 1976. (ردمك 0844667021).
136. ↑  E. Tov, "Joshua, Book of," in Encyclopedia of the Dead Sea Scrolls (eds. L. H. Schiffman and J. C. VanderKam; 2 vols.; New York: OUP, 2000) 1: 431
137. ↑  von Weissenberg، Hanne. "The Twelve Minor Prophets at Qumran and the Canonical Process:Amos as a "Case Study"". The Hebrew Bible in Light of the Dead Sea Scrolls: 357–376. مؤرشف من الأصل في 2023-04-04. اطلع عليه بتاريخ 2014-10-03.
138. ↑  A.A. Di Lella, New English Translation of the Septuagint, "Tobit" (PDF) نسخة محفوظة 17 September 2011 على موقع واي باك مشين., 2007.
139. ↑  Rezetko، Robert (2013). "The Qumran Scrolls of the Book of Judges: Literary Formation, Textual Criticism, and Historical Linguistics". Journal of Hebrew Scriptures. ج. 13 ع. 2: 9. DOI:10.5508/jhs.2013.v13.a2.
140. 1 2  Nóra Dávid؛ Armin Lange؛ Kristin De Troyer؛ Shani Tzoref (2012). The Hebrew Bible in Light of the Dead Sea Scrolls. Vandenhoeck & Ruprecht. ص. 9–. ISBN:978-3525535554. مؤرشف من الأصل في 2017-03-22. اطلع عليه بتاريخ 2013-03-16.
141. 1 2  "Art: Endless Cave in Jerusalem". Time. 30 أبريل 1965. مؤرشف من الأصل في 2012-06-06. اطلع عليه بتاريخ 2012-06-10.
142. 1 2  "Map of the Shrine". imj.org.il. مؤرشف من الأصل في 2013-03-26.
143. 1 2  "The Shrine of the Book and Second Temple Model". مؤرشف من الأصل في 2012-05-04. اطلع عليه بتاريخ 2012-06-10.
144. 1 2 3  "The new Jordan Museum". ritmeyer.com. 11 مايو 2011. مؤرشف من الأصل في 2012-05-19. اطلع عليه بتاريخ 2012-06-11.
145. 1 2  "Visit at the Jordan Museum, July 2013 (blog with pictures; in Russian)". مؤرشف من الأصل في 2014-10-23. اطلع عليه بتاريخ 2014-10-19.
146. ↑  Allen, Charlotte (14 Dec 2017). "Who Owns the Dead Sea Scrolls?". The Wall Street Journal (بالإنجليزية الأمريكية). ISSN:0099-9660. Archived from the original on 2023-04-04. Retrieved 2021-04-09.
147. ↑  "The Dead Sea Scrolls – Discovery and Publication". Israel Antiquities Authority. مؤرشف من الأصل في 2015-06-14. اطلع عليه بتاريخ 2015-05-04.
148. ↑  Consumer Price Index (estimate) 1800–2014. Federal Reserve Bank of Minneapolis. Retrieved February 27, 2014.
149. ↑  "History & Overview of the Dead Sea Scrolls". Jewish Virtual Library. مؤرشف من الأصل في 2014-10-08. اطلع عليه بتاريخ 2014-09-13.
150. ↑  "Dead Sea Scrolls scam: Dozens of recently sold fragments are fakes, experts warn". The Times of Israel. 3 أكتوبر 2017. مؤرشف من الأصل في 2017-10-26. اطلع عليه بتاريخ 2017-10-20.
151. 1 2  
Pruitt، Sarah (11 أكتوبر 2016). "Secrets of New Dead Sea Scrolls Come to Light". history.com. مؤرشف من الأصل في 2016-10-13. اطلع عليه بتاريخ 2018-01-31.
152. ↑  "Museum of the Bible Releases Research Findings on 13 Unpublished Dead Sea Scrolls Fragments". مؤرشف من الأصل في 2016-09-24.
153. ↑  Gannon، Megan (22 أكتوبر 2018). "Dead Sea Scroll Fragments in Museum of the Bible Are Fake". Live Science. مؤرشف من الأصل في 2019-07-11. اطلع عليه بتاريخ 2019-07-02.
154. ↑  Greshko، Michael (13 مارس 2020). "'Dead Sea Scrolls' at the Museum of the Bible are all forgeries". National Geographic. مؤرشف من الأصل في 2020-03-14. اطلع عليه بتاريخ 2020-03-13.
155. ↑  "Publication of Azusa Pacific University's Dead Sea Scrolls to Enhance Biblical Scholarship". مؤرشف من الأصل في 2019-11-15. اطلع عليه بتاريخ 2019-11-15.
156. ↑  "Fragment of a scroll (Palestine: Qumran, Cave 4, 6.4 cm H, 4.2 cm W)". مؤرشف من الأصل في 2013-05-20. اطلع عليه بتاريخ 2012-06-14.
157. ↑  "Fort Worth seminary unveils newly acquired Dead Sea Scrolls fragment". 14 أبريل 2012. مؤرشف من الأصل في 2012-11-15. اطلع عليه بتاريخ 2012-06-14.
158. ↑  Amir Drori. "The Completion of the Publication of the Scrolls". Israel Antiquities Authority. مؤرشف من الأصل في 2012-05-23. اطلع عليه بتاريخ 2012-06-14.
159. ↑  Pnina Shor. "Conservation of the Dead Sea Scrolls". Israel Antiquities Authority. مؤرشف من الأصل في 2012-05-23. اطلع عليه بتاريخ 2012-06-14.
160. ↑  "12. Dead Sea Scrolls". The Schoyen Collection. مؤرشف من الأصل في 2012-06-10. اطلع عليه بتاريخ 2012-06-14.
161. 1 2 3 4  Jarus، Owen (3 أبريل 2017). "28 New Dead Sea Scrolls Fragments Sold in US". Live Science. مؤرشف من الأصل في 2019-04-09. اطلع عليه بتاريخ 2017-04-04.
162. ↑  "Jordan Claims Ownership of Dead Sea Scrolls". CBN. مؤرشف من الأصل في 2011-10-21. اطلع عليه بتاريخ 2012-06-14.
163. ↑  "Arabs Claim Dead Sea Scrolls". Arutz Sheva. 2 يناير 2010. مؤرشف من الأصل في 2013-02-06. اطلع عليه بتاريخ 2012-06-14.
164. ↑  El-Shamayleh، Nisreen (3 نوفمبر 2010). "Anger over Dead Sea Scrolls (video)". Al Jazeera. مؤرشف من الأصل في 2010-11-03. اطلع عليه بتاريخ 2010-11-03.
165. ↑  McGregor-Wood، Simon (14 يناير 2010). "Who Owns the Dead Sea Scrolls?". ABC News. مؤرشف من الأصل في 2020-07-02. اطلع عليه بتاريخ 2020-06-27.
166. ↑  Khatib، Ahmad (11 يناير 2010). "Jordan wants the Dead Sea Scrolls back from Israel". Agence France-Presse. مؤرشف من الأصل في 2012-05-25. اطلع عليه بتاريخ 2016-02-20.
167. ↑  Ross، Oakland (9 أبريل 2009). "Dead Sea Scrolls stir storm at ROM". Toronto Star. مؤرشف من الأصل في 2012-04-04. اطلع عليه بتاريخ 2017-08-26.
168. 1 2  Nimmer، David. "Copyright in the Dead Sea Scrolls" (PDF). Houston Law Review. مؤرشف من الأصل (PDF) في 2013-09-23. اطلع عليه بتاريخ 2012-06-15.
169. ↑  "Dead Sea Scrolls". The New York Times. 23 أكتوبر 2018. مؤرشف من الأصل في 2012-02-13. اطلع عليه بتاريخ 2012-06-15.